# Amici di Maria De Filippi (ventitreesima edizione, fase serale)
La ventitreesima edizione del talent show musicale Amici di Maria De Filippi è andata in onda nella sua fase serale dal 23 marzo al 18 maggio 2024 in prima serata su Canale 5 per nove puntate con la conduzione di Maria De Filippi. Anche in questa edizione, tutte le puntate sono andate in onda di sabato, ad eccezione della semifinale, andata in onda di domenica. Stéphane Jarny ricopre, per la quarta volta consecutiva, il ruolo di direttore artistico.
Il programma è andato in onda con il pubblico in platea dallo studio 8 del Centro Titanus Elios di Roma. I ballerini preparano coreografie singole, in coppia o in gruppo con uno o più componenti della propria squadra o con i professionisti del programma, segnando una distanza dalle precedenti edizioni.
Ugualmente alle tre edizioni precedenti, sono state presenti tre squadre capitanate a coppie dai professori (un docente di canto e un docente di ballo per ogni squadra). 
| Vincitori                       | Vincitori           |
| ------------------------------- | ------------------- |
| Amici 23                        | Sarah Toscano       |
| Danza                           | Marisol Castellanos |
| Premio TIM della Critica        | Marisol Castellanos |
| Premio delle Radio              | Holden              |
| Premio Spirito Libero Oreo      | Dustin Taylor       |
| Premio TIM per la comunicazione | Petit               |
| Premio Spotify Singles          | Mida                |
| Premio Marlù                    | [ N 1 ]             |

## Regolamento
La puntata è suddivisa in tre partite, ciascuna delle quali è giocata tra due squadre, al meglio dei 3 punti. Al termine della prima partita i professori o i ragazzi (o entrambe le parti costituenti la squadra vincente) faranno due/tre nomi (a seconda di come viene richiesto dalla produzione) tra i concorrenti della squadra perdente che andranno a sfidarsi in un ballottaggio con eliminazione diretta fino alla seconda puntata, provvisoria dalla terza puntata. Al termine della seconda partita (e allo stesso modo per la terza manche) i tre concorrenti, nominati e a rischio eliminazione, si sfidano tra loro per decretare l’eliminato provvisorio. 
Al termine della puntata, gli eliminati provvisori si sfidano in un ultimo ballottaggio per decretare l'eliminazione definitiva di un concorrente. A giudicare le singole sfide e i ballottaggi è solo ed esclusivamente la giuria. 
A decidere chi inizia la prima manche, nelle diverse puntate, è sempre la giuria tramite sorteggio. Inoltre la squadra che conduce la partita ha la possibilità di scegliere la squadra da affrontare e nelle varie sfide chi e quali prove schierare (guanti di sfida compresi), anche della squadra opposta, a cui spetta in maniera esclusiva indicare il contenuto della prova o tutt'al più un o più concorrente/i da affiancare a quello schierato dalla squadra avversaria.

## Concorrenti
Sono stati ammessi al serale 15 concorrenti, così suddivisi in tre squadre:
     Vincitrice
     Prima classificata della categoria perdente
     Finalista
     Eliminato/a
| Squadra Zerbi-Celentano             | Squadra Zerbi-Celentano             | Squadra Zerbi-Celentano             |            | Squadra Cuccarini-Emanuel Lo     | Squadra Cuccarini-Emanuel Lo     | Squadra Cuccarini-Emanuel Lo     |                            | Squadra Pettinelli-Todaro           | Squadra Pettinelli-Todaro           | Squadra Pettinelli-Todaro           |
| Professori                          | Professori                          | Professori                          | Professori | Professori                       | Professori                       | Professori                       | Professori                 | Professori                          | Professori                          | Professori                          |
| ----------------------------------- | ----------------------------------- | ----------------------------------- | ---------- | -------------------------------- | -------------------------------- | -------------------------------- | -------------------------- | ----------------------------------- | ----------------------------------- | ----------------------------------- |
| - Rudy Zerbi - Alessandra Celentano | - Rudy Zerbi - Alessandra Celentano | - Rudy Zerbi - Alessandra Celentano |            | - Lorella Cuccarini - Emanuel Lo | - Lorella Cuccarini - Emanuel Lo | - Lorella Cuccarini - Emanuel Lo |                            | - Anna Pettinelli - Raimondo Todaro | - Anna Pettinelli - Raimondo Todaro | - Anna Pettinelli - Raimondo Todaro |
| Concorrenti                         |                                     |                                     |            |                                  |                                  |                                  |                            |                                     |                                     |                                     |
| Posizione                           | Nome                                | Disciplina                          |            | Posizione                        | Nome                             | Disciplina                       |                            | Posizione                           | Nome                                | Disciplina                          |
| 2                                   | Marisol Castellanos                 | ballo                               | 1          | Sarah Toscano                    | cantautorato                     | 7                                | Martina Giovannini         | canto                               |                                     |                                     |
| 3                                   | Petit (Salvatore Moccia)            | cantautorato                        | 6          | Mida (Christian Prestato)        | cantautorato                     | 9                                | Gaia De Martino            | ballo                               |                                     |                                     |
| 4                                   | Dustin Taylor                       | ballo                               | 8          | Sofia Cagnetti                   | ballo                            | 10                               | Lil Jolie (Angela Ciancio) | cantautorato                        |                                     |                                     |
| 5                                   | Holden (Joseph Carta)               | cantautorato                        | 11         | Lucia Ferrari                    | ballo                            | 12                               | Giovanni Tesse             | latino                              |                                     |                                     |
|                                     |                                     |                                     | 13         | Nicholas Borgogni                | ballo                            | 15                               | Ayle (Elia Faggella)       | cantautorato                        |                                     |                                     |
| 14                                  | Kumo (Tiziano Coiro)                | hip-hop                             |            |                                  |                                  |                                  |                            |                                     |                                     |                                     |

## Tabellone delle eliminazioni
Legenda:
  ZC   Vittoria squadra Zerbi-Celentano

  CE   Vittoria squadra Cuccarini-Emanuel Lo

  PT   Vittoria squadra Pettinelli-Todaro

Candidato/a all'eliminazione:

 dai professori della squadra vincente

 forzatamente

     Primo/a salvato/a dalla giuria
     Salvato/a dall'eliminazione
     Non salvato/a. Va in ballottaggio
     Eliminato/a
     Vince la manche ed è salvo/a
     Non scelto/a per la sfida a squadre quindi non partecipa alla manche
     Non partecipa alla manche perché in ballottaggio
     Vince il ballottaggio ed è salvo/a
     Sospeso/a momentaneamente, a seguito del ballottaggio rimandato
     Sostituita temporaneamente
N.D. Non sottoposto/a a ballottaggio o non partecipa alla sfida

( – ) Non nominato/a
     Finalista / Accede alla finale / Accede alla finalissima 

     Candidato/a ad accedere alla finale

     Non accede ancora alla finale

     Esente da ulteriori prove o sfide perché già in finalissima 

     Salvo/a, continua la finale

     Prima classificata della categoria perdente

     Vincitrice

|            |            |            | 23/03      | 23/03      | 23/03                  | 23/03                  | 23/03                  | 23/03                  | 23/03                  | 30/03                  | 30/03                  | 30/03                  | 30/03                  | 30/03                  | 30/03                  | 30/03                  | 06/04                  | 06/04                  | 06/04                  | 06/04                  | 06/04                  | 06/04                  | 06/04                  | 13/04                  | 13/04                  | 13/04                  | 13/04                  | 13/04                  | 13/04                  | 13/04                  | 20/04                  | 20/04                  | 20/04                  | 20/04                  | 20/04                  | 20/04                  | 20/04                  | 20/04                  | 27/04                  | 27/04                  | 27/04                  | 27/04                  | 27/04                  | 27/04                  | 27/04                  | 04/05                  | 04/05                  | 04/05                  | 04/05                  | 04/05                  | 04/05                  | 04/05                  | 12/05                  | 12/05                  | 12/05                  | 12/05                  | 12/05                  | 12/05                  | 12/05                  | 12/05                  | 18/05                  | 18/05                  | 18/05                  | 18/05                  | 18/05                  | 18/05                  | Disciplina   |
| ---------- | ---------- | ---------- | ---------- | ---------- | ---------------------- | ---------------------- | ---------------------- | ---------------------- | ---------------------- | ---------------------- | ---------------------- | ---------------------- | ---------------------- | ---------------------- | ---------------------- | ---------------------- | ---------------------- | ---------------------- | ---------------------- | ---------------------- | ---------------------- | ---------------------- | ---------------------- | ---------------------- | ---------------------- | ---------------------- | ---------------------- | ---------------------- | ---------------------- | ---------------------- | ---------------------- | ---------------------- | ---------------------- | ---------------------- | ---------------------- | ---------------------- | ---------------------- | ---------------------- | ---------------------- | ---------------------- | ---------------------- | ---------------------- | ---------------------- | ---------------------- | ---------------------- | ---------------------- | ---------------------- | ---------------------- | ---------------------- | ---------------------- | ---------------------- | ---------------------- | ---------------------- | ---------------------- | ---------------------- | ---------------------- | ---------------------- | ---------------------- | ---------------------- | ---------------------- | ---------------------- | ---------------------- | ---------------------- | ---------------------- | ---------------------- | ---------------------- | ------------ |
| 1ª PUNTATA | 1ª PUNTATA | 1ª PUNTATA | 1ª PUNTATA | 1ª PUNTATA | 1ª PUNTATA             | 1ª PUNTATA             | 2ª PUNTATA             | 2ª PUNTATA             | 2ª PUNTATA             | 2ª PUNTATA             | 2ª PUNTATA             | 2ª PUNTATA             | 2ª PUNTATA             | 3ª PUNTATA             | 3ª PUNTATA             | 3ª PUNTATA             | 3ª PUNTATA             | 3ª PUNTATA             | 3ª PUNTATA             | 3ª PUNTATA             | 4ª PUNTATA             | 4ª PUNTATA             | 4ª PUNTATA             | 4ª PUNTATA             | 4ª PUNTATA             | 4ª PUNTATA             | 4ª PUNTATA             | 5ª PUNTATA             | 5ª PUNTATA             | 5ª PUNTATA             | 5ª PUNTATA             | 5ª PUNTATA             | 5ª PUNTATA             | 5ª PUNTATA             | 5ª PUNTATA             | 6ª PUNTATA             | 6ª PUNTATA             | 6ª PUNTATA             | 6ª PUNTATA             | 6ª PUNTATA             | 6ª PUNTATA             | 6ª PUNTATA             | 7ª PUNTATA             | 7ª PUNTATA             | 7ª PUNTATA             | 7ª PUNTATA             | 7ª PUNTATA             | 7ª PUNTATA             | 7ª PUNTATA             | SEMIFINALE             | SEMIFINALE             | SEMIFINALE             | SEMIFINALE             | SEMIFINALE             | SEMIFINALE             | SEMIFINALE             | SEMIFINALE             | FINALE                 | FINALE                 | FINALE                 | FINALE                 | FINALE                 | FINALE                 |                        |                        |                        | Disciplina   |
| Vittoria   | Vittoria   | Vittoria   | ZC         | ZC         | ZC                     | ZC                     | CE                     | CE                     |                        | PT                     | PT                     | ZC                     | ZC                     | CE                     | CE                     |                        | PT                     | PT                     | ZC                     | ZC                     | ZC                     | ZC                     |                        | CE                     | CE                     | ZC                     | ZC                     | ZC                     | ZC                     |                        | [ N 3 ]                | ZC                     | ZC                     | ZC                     | ZC                     | ZC                     | ZC                     |                        | CE                     | CE                     | ZC                     | ZC                     | ZC                     | ZC                     |                        | CE                     | CE                     | CE                     | CE                     | ZC                     | ZC                     |                        | ZC                     | ZC                     | ZC                     | ZC                     | ZC                     | ZC                     |                        |                        | Sfide Canto            | Sfide Canto            | Finale Danza           | Finale Canto           | Finalissima            | Finalissima            | Disciplina   |
| Punteggio  | Punteggio  | Punteggio  | 2          | 1          | 2                      | 0                      | 2                      | 1                      | 2                      | 1                      | 2                      | 1                      | 2                      | 1                      | 2                      | 0                      | 2                      | 0                      | 2                      | 0                      | 2                      | 1                      | 2                      | 1                      | 2                      | 0                      | 2                      | 1                      | 2                      | 1                      | [ N 3 ]                | 2                      | 1                      | 2                      | 1                      | 2                      | 1                      | 2                      | 1                      | 2                      | 1                      | 2                      | 1                      | 2                      | 1                      | 2                      | 0                      | 2                      | 0                      | 2                      | 1                      | 1ª                     | 2ª                     |                        |                        |                        |                        |                        |                        |                        |                        |                        | Finale Danza           | Finale Canto           | Finalissima            | Finalissima            | Disciplina   |
| 1          |            | Sarah      |            |            |                        |                        |                        |                        | N.D.                   |                        |                        |                        |                        |                        |                        | N.D.                   | -                      | -                      |                        |                        | -                      | -                      | N.D.                   |                        |                        |                        |                        |                        |                        | [ N 3 ]                |                        | -                      | -                      |                        |                        |                        |                        |                        |                        |                        |                        |                        |                        |                        | N.D.                   |                        |                        |                        |                        |                        |                        | N.D.                   |                        |                        |                        |                        |                        |                        |                        |                        |                        |                        | N.D.                   |                        | 1º                     | VINCITRICE             | cantautorato |
| 2          |            | Marisol    |            |            |                        |                        |                        |                        | N.D.                   |                        |                        |                        |                        |                        |                        |                        |                        |                        |                        |                        |                        |                        | N.D.                   |                        |                        |                        |                        |                        |                        | N.D.                   | N.D.                   |                        |                        |                        |                        |                        |                        | N.D.                   |                        |                        |                        |                        |                        |                        | N.D.                   |                        |                        |                        |                        |                        |                        | N.D.                   |                        |                        |                        |                        |                        |                        |                        |                        | N.D.                   | N.D.                   |                        |                        | 2º                     | SECONDA                | ballo        |
| 3          |            | Petit      |            |            |                        |                        |                        |                        | N.D.                   |                        |                        |                        |                        | -                      | -                      | N.D.                   |                        |                        |                        |                        |                        |                        | N.D.                   |                        |                        |                        |                        |                        |                        |                        | N.D.                   |                        |                        |                        |                        |                        |                        | N.D.                   | -                      | -                      |                        |                        |                        |                        | N.D.                   |                        |                        | -                      | -                      |                        |                        | N.D.                   |                        |                        |                        |                        |                        |                        |                        |                        |                        |                        | N.D.                   |                        | TERZO                  | TERZO                  | cantautorato |
| 4          |            | Dustin     |            |            |                        |                        |                        |                        | N.D.                   |                        |                        |                        |                        |                        |                        | N.D.                   |                        |                        |                        |                        |                        |                        | N.D.                   | -                      | -                      |                        |                        |                        |                        | N.D.                   | N.D.                   |                        |                        |                        |                        |                        |                        | N.D.                   |                        |                        |                        |                        |                        |                        | N.D.                   |                        |                        |                        |                        |                        |                        |                        |                        |                        |                        |                        |                        |                        |                        |                        | N.D.                   | N.D.                   |                        | QUARTO                 | QUARTO                 | QUARTO                 | ballo        |
| 5          |            | Holden     |            |            |                        |                        |                        |                        | N.D.                   |                        |                        |                        |                        |                        |                        | N.D.                   |                        |                        |                        |                        |                        |                        | N.D.                   |                        |                        |                        |                        |                        |                        | N.D.                   | N.D.                   |                        |                        |                        |                        |                        |                        | N.D.                   |                        |                        |                        |                        |                        |                        |                        |                        |                        |                        |                        |                        |                        | N.D.                   |                        |                        |                        |                        |                        |                        |                        |                        |                        |                        | QUINTO                 | QUINTO                 | QUINTO                 | QUINTO                 | cantautorato |
| 6          |            | Mida       |            |            |                        |                        |                        |                        | N.D.                   | -                      | -                      |                        |                        |                        |                        | N.D.                   |                        |                        |                        |                        |                        |                        | N.D.                   |                        |                        | -                      | -                      |                        |                        | N.D.                   | N.D.                   |                        |                        |                        |                        |                        |                        |                        |                        |                        | -                      | -                      |                        |                        | N.D.                   |                        |                        |                        |                        |                        |                        |                        |                        |                        |                        |                        |                        |                        |                        |                        |                        | SESTO                  | SESTO                  | SESTO                  | SESTO                  | SESTO                  | cantautorato |
| 7          |            | Martina    | -          | -          |                        |                        |                        |                        | N.D.                   |                        |                        | -                      | -                      |                        |                        | N.D.                   |                        |                        | -                      | -                      |                        |                        | N.D.                   |                        |                        |                        |                        |                        |                        | N.D.                   | N.D.                   |                        |                        |                        |                        |                        |                        | N.D.                   |                        |                        |                        |                        |                        |                        |                        |                        |                        |                        |                        |                        |                        |                        | ELIMINATA (7ª puntata) | ELIMINATA (7ª puntata) | ELIMINATA (7ª puntata) | ELIMINATA (7ª puntata) | ELIMINATA (7ª puntata) | ELIMINATA (7ª puntata) | ELIMINATA (7ª puntata) | ELIMINATA (7ª puntata) | ELIMINATA (7ª puntata) | ELIMINATA (7ª puntata) | ELIMINATA (7ª puntata) | ELIMINATA (7ª puntata) | ELIMINATA (7ª puntata) | ELIMINATA (7ª puntata) | canto        |
| 8          |            | Sofia      |            |            | -                      | -                      |                        |                        | N.D.                   | -                      | -                      |                        |                        |                        |                        | N.D.                   |                        |                        |                        |                        |                        |                        |                        |                        |                        |                        |                        |                        |                        | N.D.                   | N.D.                   |                        |                        |                        |                        |                        |                        | N.D.                   |                        |                        |                        |                        |                        |                        |                        | ELIMINATA (6ª puntata) | ELIMINATA (6ª puntata) | ELIMINATA (6ª puntata) | ELIMINATA (6ª puntata) | ELIMINATA (6ª puntata) | ELIMINATA (6ª puntata) | ELIMINATA (6ª puntata) | ELIMINATA (6ª puntata) | ELIMINATA (6ª puntata) | ELIMINATA (6ª puntata) | ELIMINATA (6ª puntata) | ELIMINATA (6ª puntata) | ELIMINATA (6ª puntata) | ELIMINATA (6ª puntata) | ELIMINATA (6ª puntata) | ELIMINATA (6ª puntata) | ELIMINATA (6ª puntata) | ELIMINATA (6ª puntata) | ELIMINATA (6ª puntata) | ELIMINATA (6ª puntata) | ELIMINATA (6ª puntata) | ballo        |
| 9          |            | Gaia       |            |            |                        |                        |                        |                        | N.D.                   |                        |                        |                        |                        |                        |                        | N.D.                   |                        |                        |                        |                        |                        |                        | N.D.                   | Sostituita da Aurora   | Sostituita da Aurora   | Sostituita da Aurora   | Sostituita da Aurora   | Sostituita da Aurora   | Sostituita da Aurora   | Sostituita da Aurora   | Sostituita da Aurora   | Sostituita da Aurora   | Sostituita da Aurora   | Sostituita da Aurora   | Sostituita da Aurora   | Sostituita da Aurora   | Sostituita da Aurora   | Sostituita da Aurora   | ELIMINATA (5ª puntata) | ELIMINATA (5ª puntata) | ELIMINATA (5ª puntata) | ELIMINATA (5ª puntata) | ELIMINATA (5ª puntata) | ELIMINATA (5ª puntata) | ELIMINATA (5ª puntata) | ELIMINATA (5ª puntata) | ELIMINATA (5ª puntata) | ELIMINATA (5ª puntata) | ELIMINATA (5ª puntata) | ELIMINATA (5ª puntata) | ELIMINATA (5ª puntata) | ELIMINATA (5ª puntata) | ELIMINATA (5ª puntata) | ELIMINATA (5ª puntata) | ELIMINATA (5ª puntata) | ELIMINATA (5ª puntata) | ELIMINATA (5ª puntata) | ELIMINATA (5ª puntata) | ELIMINATA (5ª puntata) | ELIMINATA (5ª puntata) | ELIMINATA (5ª puntata) | ELIMINATA (5ª puntata) | ELIMINATA (5ª puntata) | ELIMINATA (5ª puntata) | ELIMINATA (5ª puntata) | ELIMINATA (5ª puntata) | ballo        |
| 9          |            |            |            |            | -                      | -                      | N.D.                   | N.D.                   | N.D.                   |                        |                        |                        |                        |                        |                        | N.D.                   |                        |                        |                        |                        |                        |                        | N.D.                   |                        |                        |                        |                        |                        |                        |                        |                        |                        |                        |                        |                        |                        |                        |                        | ELIMINATA (5ª puntata) | ELIMINATA (5ª puntata) | ELIMINATA (5ª puntata) | ELIMINATA (5ª puntata) | ELIMINATA (5ª puntata) | ELIMINATA (5ª puntata) | ELIMINATA (5ª puntata) | ELIMINATA (5ª puntata) | ELIMINATA (5ª puntata) | ELIMINATA (5ª puntata) | ELIMINATA (5ª puntata) | ELIMINATA (5ª puntata) | ELIMINATA (5ª puntata) | ELIMINATA (5ª puntata) | ELIMINATA (5ª puntata) | ELIMINATA (5ª puntata) | ELIMINATA (5ª puntata) | ELIMINATA (5ª puntata) | ELIMINATA (5ª puntata) | ELIMINATA (5ª puntata) | ELIMINATA (5ª puntata) | ELIMINATA (5ª puntata) | ELIMINATA (5ª puntata) | ELIMINATA (5ª puntata) | ELIMINATA (5ª puntata) | ELIMINATA (5ª puntata) | ELIMINATA (5ª puntata) | ELIMINATA (5ª puntata) | ballo        |
| 10         |            | Lil Jolie  | -          | -          |                        |                        |                        |                        |                        |                        |                        |                        |                        |                        |                        | N.D.                   |                        |                        |                        |                        |                        |                        |                        |                        |                        |                        |                        |                        |                        | [ N 3 ]                |                        | ELIMINATA (5ª puntata) | ELIMINATA (5ª puntata) | ELIMINATA (5ª puntata) | ELIMINATA (5ª puntata) | ELIMINATA (5ª puntata) | ELIMINATA (5ª puntata) | ELIMINATA (5ª puntata) | ELIMINATA (5ª puntata) | ELIMINATA (5ª puntata) | ELIMINATA (5ª puntata) | ELIMINATA (5ª puntata) | ELIMINATA (5ª puntata) | ELIMINATA (5ª puntata) | ELIMINATA (5ª puntata) | ELIMINATA (5ª puntata) | ELIMINATA (5ª puntata) | ELIMINATA (5ª puntata) | ELIMINATA (5ª puntata) | ELIMINATA (5ª puntata) | ELIMINATA (5ª puntata) | ELIMINATA (5ª puntata) | ELIMINATA (5ª puntata) | ELIMINATA (5ª puntata) | ELIMINATA (5ª puntata) | ELIMINATA (5ª puntata) | ELIMINATA (5ª puntata) | ELIMINATA (5ª puntata) | ELIMINATA (5ª puntata) | ELIMINATA (5ª puntata) | ELIMINATA (5ª puntata) | ELIMINATA (5ª puntata) | ELIMINATA (5ª puntata) | ELIMINATA (5ª puntata) | ELIMINATA (5ª puntata) | ELIMINATA (5ª puntata) | cantautorato |
| 11         |            | Lucia      |            |            | -                      | -                      |                        |                        | N.D.                   |                        |                        |                        |                        |                        |                        | N.D.                   |                        |                        |                        |                        |                        |                        |                        | ELIMINATA (3ª puntata) | ELIMINATA (3ª puntata) | ELIMINATA (3ª puntata) | ELIMINATA (3ª puntata) | ELIMINATA (3ª puntata) | ELIMINATA (3ª puntata) | ELIMINATA (3ª puntata) | ELIMINATA (3ª puntata) | ELIMINATA (3ª puntata) | ELIMINATA (3ª puntata) | ELIMINATA (3ª puntata) | ELIMINATA (3ª puntata) | ELIMINATA (3ª puntata) | ELIMINATA (3ª puntata) | ELIMINATA (3ª puntata) | ELIMINATA (3ª puntata) | ELIMINATA (3ª puntata) | ELIMINATA (3ª puntata) | ELIMINATA (3ª puntata) | ELIMINATA (3ª puntata) | ELIMINATA (3ª puntata) | ELIMINATA (3ª puntata) | ELIMINATA (3ª puntata) | ELIMINATA (3ª puntata) | ELIMINATA (3ª puntata) | ELIMINATA (3ª puntata) | ELIMINATA (3ª puntata) | ELIMINATA (3ª puntata) | ELIMINATA (3ª puntata) | ELIMINATA (3ª puntata) | ELIMINATA (3ª puntata) | ELIMINATA (3ª puntata) | ELIMINATA (3ª puntata) | ELIMINATA (3ª puntata) | ELIMINATA (3ª puntata) | ELIMINATA (3ª puntata) | ELIMINATA (3ª puntata) | ELIMINATA (3ª puntata) | ELIMINATA (3ª puntata) | ELIMINATA (3ª puntata) | ELIMINATA (3ª puntata) | ELIMINATA (3ª puntata) | ELIMINATA (3ª puntata) | ballo        |
| 12         |            | Giovanni   |            |            |                        |                        | -                      | -                      | N.D.                   |                        |                        |                        |                        |                        |                        |                        | ELIMINATO (2ª puntata) | ELIMINATO (2ª puntata) | ELIMINATO (2ª puntata) | ELIMINATO (2ª puntata) | ELIMINATO (2ª puntata) | ELIMINATO (2ª puntata) | ELIMINATO (2ª puntata) | ELIMINATO (2ª puntata) | ELIMINATO (2ª puntata) | ELIMINATO (2ª puntata) | ELIMINATO (2ª puntata) | ELIMINATO (2ª puntata) | ELIMINATO (2ª puntata) | ELIMINATO (2ª puntata) | ELIMINATO (2ª puntata) | ELIMINATO (2ª puntata) | ELIMINATO (2ª puntata) | ELIMINATO (2ª puntata) | ELIMINATO (2ª puntata) | ELIMINATO (2ª puntata) | ELIMINATO (2ª puntata) | ELIMINATO (2ª puntata) | ELIMINATO (2ª puntata) | ELIMINATO (2ª puntata) | ELIMINATO (2ª puntata) | ELIMINATO (2ª puntata) | ELIMINATO (2ª puntata) | ELIMINATO (2ª puntata) | ELIMINATO (2ª puntata) | ELIMINATO (2ª puntata) | ELIMINATO (2ª puntata) | ELIMINATO (2ª puntata) | ELIMINATO (2ª puntata) | ELIMINATO (2ª puntata) | ELIMINATO (2ª puntata) | ELIMINATO (2ª puntata) | ELIMINATO (2ª puntata) | ELIMINATO (2ª puntata) | ELIMINATO (2ª puntata) | ELIMINATO (2ª puntata) | ELIMINATO (2ª puntata) | ELIMINATO (2ª puntata) | ELIMINATO (2ª puntata) | ELIMINATO (2ª puntata) | ELIMINATO (2ª puntata) | ELIMINATO (2ª puntata) | ELIMINATO (2ª puntata) | ELIMINATO (2ª puntata) | ELIMINATO (2ª puntata) | ELIMINATO (2ª puntata) | latino       |
| 13         |            | Nicholas   |            |            | -                      | -                      |                        |                        | N.D.                   |                        |                        | ELIMINATO (2ª puntata) | ELIMINATO (2ª puntata) | ELIMINATO (2ª puntata) | ELIMINATO (2ª puntata) | ELIMINATO (2ª puntata) | ELIMINATO (2ª puntata) | ELIMINATO (2ª puntata) | ELIMINATO (2ª puntata) | ELIMINATO (2ª puntata) | ELIMINATO (2ª puntata) | ELIMINATO (2ª puntata) | ELIMINATO (2ª puntata) | ELIMINATO (2ª puntata) | ELIMINATO (2ª puntata) | ELIMINATO (2ª puntata) | ELIMINATO (2ª puntata) | ELIMINATO (2ª puntata) | ELIMINATO (2ª puntata) | ELIMINATO (2ª puntata) | ELIMINATO (2ª puntata) | ELIMINATO (2ª puntata) | ELIMINATO (2ª puntata) | ELIMINATO (2ª puntata) | ELIMINATO (2ª puntata) | ELIMINATO (2ª puntata) | ELIMINATO (2ª puntata) | ELIMINATO (2ª puntata) | ELIMINATO (2ª puntata) | ELIMINATO (2ª puntata) | ELIMINATO (2ª puntata) | ELIMINATO (2ª puntata) | ELIMINATO (2ª puntata) | ELIMINATO (2ª puntata) | ELIMINATO (2ª puntata) | ELIMINATO (2ª puntata) | ELIMINATO (2ª puntata) | ELIMINATO (2ª puntata) | ELIMINATO (2ª puntata) | ELIMINATO (2ª puntata) | ELIMINATO (2ª puntata) | ELIMINATO (2ª puntata) | ELIMINATO (2ª puntata) | ELIMINATO (2ª puntata) | ELIMINATO (2ª puntata) | ELIMINATO (2ª puntata) | ELIMINATO (2ª puntata) | ELIMINATO (2ª puntata) | ELIMINATO (2ª puntata) | ELIMINATO (2ª puntata) | ELIMINATO (2ª puntata) | ELIMINATO (2ª puntata) | ELIMINATO (2ª puntata) | ELIMINATO (2ª puntata) | ELIMINATO (2ª puntata) | ELIMINATO (2ª puntata) | ballo        |
| 14         |            | Kumo       |            |            |                        |                        |                        |                        |                        | ELIMINATO (1ª puntata) | ELIMINATO (1ª puntata) | ELIMINATO (1ª puntata) | ELIMINATO (1ª puntata) | ELIMINATO (1ª puntata) | ELIMINATO (1ª puntata) | ELIMINATO (1ª puntata) | ELIMINATO (1ª puntata) | ELIMINATO (1ª puntata) | ELIMINATO (1ª puntata) | ELIMINATO (1ª puntata) | ELIMINATO (1ª puntata) | ELIMINATO (1ª puntata) | ELIMINATO (1ª puntata) | ELIMINATO (1ª puntata) | ELIMINATO (1ª puntata) | ELIMINATO (1ª puntata) | ELIMINATO (1ª puntata) | ELIMINATO (1ª puntata) | ELIMINATO (1ª puntata) | ELIMINATO (1ª puntata) | ELIMINATO (1ª puntata) | ELIMINATO (1ª puntata) | ELIMINATO (1ª puntata) | ELIMINATO (1ª puntata) | ELIMINATO (1ª puntata) | ELIMINATO (1ª puntata) | ELIMINATO (1ª puntata) | ELIMINATO (1ª puntata) | ELIMINATO (1ª puntata) | ELIMINATO (1ª puntata) | ELIMINATO (1ª puntata) | ELIMINATO (1ª puntata) | ELIMINATO (1ª puntata) | ELIMINATO (1ª puntata) | ELIMINATO (1ª puntata) | ELIMINATO (1ª puntata) | ELIMINATO (1ª puntata) | ELIMINATO (1ª puntata) | ELIMINATO (1ª puntata) | ELIMINATO (1ª puntata) | ELIMINATO (1ª puntata) | ELIMINATO (1ª puntata) | ELIMINATO (1ª puntata) | ELIMINATO (1ª puntata) | ELIMINATO (1ª puntata) | ELIMINATO (1ª puntata) | ELIMINATO (1ª puntata) | ELIMINATO (1ª puntata) | ELIMINATO (1ª puntata) | ELIMINATO (1ª puntata) | ELIMINATO (1ª puntata) | ELIMINATO (1ª puntata) | ELIMINATO (1ª puntata) | ELIMINATO (1ª puntata) | ELIMINATO (1ª puntata) | ELIMINATO (1ª puntata) | hip-hop      |
| 15         |            | Ayle       |            |            | ELIMINATO (1ª puntata) | ELIMINATO (1ª puntata) | ELIMINATO (1ª puntata) | ELIMINATO (1ª puntata) | ELIMINATO (1ª puntata) | ELIMINATO (1ª puntata) | ELIMINATO (1ª puntata) | ELIMINATO (1ª puntata) | ELIMINATO (1ª puntata) | ELIMINATO (1ª puntata) | ELIMINATO (1ª puntata) | ELIMINATO (1ª puntata) | ELIMINATO (1ª puntata) | ELIMINATO (1ª puntata) | ELIMINATO (1ª puntata) | ELIMINATO (1ª puntata) | ELIMINATO (1ª puntata) | ELIMINATO (1ª puntata) | ELIMINATO (1ª puntata) | ELIMINATO (1ª puntata) | ELIMINATO (1ª puntata) | ELIMINATO (1ª puntata) | ELIMINATO (1ª puntata) | ELIMINATO (1ª puntata) | ELIMINATO (1ª puntata) | ELIMINATO (1ª puntata) | ELIMINATO (1ª puntata) | ELIMINATO (1ª puntata) | ELIMINATO (1ª puntata) | ELIMINATO (1ª puntata) | ELIMINATO (1ª puntata) | ELIMINATO (1ª puntata) | ELIMINATO (1ª puntata) | ELIMINATO (1ª puntata) | ELIMINATO (1ª puntata) | ELIMINATO (1ª puntata) | ELIMINATO (1ª puntata) | ELIMINATO (1ª puntata) | ELIMINATO (1ª puntata) | ELIMINATO (1ª puntata) | ELIMINATO (1ª puntata) | ELIMINATO (1ª puntata) | ELIMINATO (1ª puntata) | ELIMINATO (1ª puntata) | ELIMINATO (1ª puntata) | ELIMINATO (1ª puntata) | ELIMINATO (1ª puntata) | ELIMINATO (1ª puntata) | ELIMINATO (1ª puntata) | ELIMINATO (1ª puntata) | ELIMINATO (1ª puntata) | ELIMINATO (1ª puntata) | ELIMINATO (1ª puntata) | ELIMINATO (1ª puntata) | ELIMINATO (1ª puntata) | ELIMINATO (1ª puntata) | ELIMINATO (1ª puntata) | ELIMINATO (1ª puntata) | ELIMINATO (1ª puntata) | ELIMINATO (1ª puntata) | ELIMINATO (1ª puntata) | ELIMINATO (1ª puntata) | cantautorato |

### Podio Generale
|         |       |       |  |        |
|         |       |       |  | 4º     |
|         | Sarah |       |  | Dustin |
| Marisol | Sarah |       |  | 5º     |
| Marisol | 1º    | Petit |  | Holden |
| 2º      | 1º    | Petit |  | 6º     |
| 2º      | 1º    | 3º    |  | Mida   |

### Podio Canto
|       |        |    |  |      |
|       |        |    |  | 4º   |
|       | Sarah  |    |  | Mida |
| Petit | Sarah  |    |  |      |
| 1º    | Holden |    |  |      |
| 1º    | Holden | 2º |  |      |
| 1º    | 3º     |    |  |      |

### Podio Danza
|        |         |    |  |      |
|        |         |    |  | 4º   |
|        | Marisol |    |  | Gaia |
| Dustin | Marisol |    |  |      |
| 1º     | Sofia   |    |  |      |
| 1º     | Sofia   | 2º |  |      |
| 1º     | 3º      |    |  |      |

## Dettaglio delle puntate
Esibizione di ballo
     Esibizione di canto
     Prova Guanto di sfida

### 1ª puntata
La prima puntata del serale è andata in onda sabato 23 marzo 2024.
Dopo l'estrazione a sorte della squadra che incomincerà la prima manche, quest'ultima indicherà a sua volta la squadra da voler sfidare.

#### Prima partita
Nella prima manche la squadra Zerbi-Celentano decide di sfidare la squadra Pettinelli-Todaro.
| PROVA    | SQUADRA ZERBI-CELENTANO | SQUADRA ZERBI-CELENTANO        | PUNTI     | PUNTI     | SQUADRA PETTINELLI-TODARO | SQUADRA PETTINELLI-TODARO      |
| -------- | ----------------------- | ------------------------------ | --------- | --------- | ------------------------- | ------------------------------ |
| I        | Petit                   | Don Raffaè                     | 1         | 0         | Giovanni                  | Don't let me be misunderstood  |
| II       | Marisol                 | Comparata BALLO Way down we go | ANNULLATO | ANNULLATO | Gaia                      | Comparata BALLO Way down we go |
| III      | Marisol e Dustin        | America                        | 0         | 1         | Martina                   | Think                          |
| IV       | Holden                  | Quanto forte ti pensavo        | 1         | 0         | Lil Jolie                 | Remedios                       |
| VITTORIA | SQUADRA ZERBI-CELENTANO | SQUADRA ZERBI-CELENTANO        | 2         | 1         | SQUADRA PETTINELLI-TODARO | SQUADRA PETTINELLI-TODARO      |

##### Girone"In eliminazione"
Al termine della prima partita, a proporre i 3 nomi da mandare a rischio eliminazione, che successivamente decreterà il primo eliminato di puntata, saranno solo i professori.
| CONCORRENTE | ESITO                  |
| ----------- | ---------------------- |
| AYLE        | A rischio eliminazione |
| GIOVANNI    | A rischio eliminazione |
| GAIA        | A rischio eliminazione |
| MARTINA     | Salvata                |
| LIL JOLIE   | Salvata                |

#### Ballottaggio e 1ª eliminazione
I tre candidati all'eliminazione si sfidano inizialmente per essere salvati dalla giuria.
| PROVA    | GIOVANNI | AYLE      | GAIA     |
| -------- | -------- | --------- | -------- |
| I        | Goodbye  | Malamente | Mariposa |
| VITTORIA | GAIA     | GAIA      | GAIA     |

Successivamente, i due candidati all'eliminazione rimasti si sfidano nuovamente per decretare il primo eliminato di puntata.
| PROVA    | AYLE                             | GIOVANNI |
| -------- | -------------------------------- | -------- |
| I        | Allergica alle fragole (inedito) | Tanguera |
| VITTORIA | GIOVANNI                         | AYLE     |

#### Seconda partita
Nella seconda manche la squadra Zerbi-Celentano decide di sfidare la squadra Cuccarini-Emanuel Lo.
| PROVA    | SQUADRA ZERBI-CELENTANO | SQUADRA ZERBI-CELENTANO              | PUNTI | PUNTI | SQUADRA CUCCARINI-EMANUEL LO | SQUADRA CUCCARINI-EMANUEL LO         |
| -------- | ----------------------- | ------------------------------------ | ----- | ----- | ---------------------------- | ------------------------------------ |
| I        | Dustin                  | Comparata BALLO I put a spell on you | 1     | 0     | Kumo                         | Comparata BALLO I put a spell on you |
| II       | Petit                   | Tornerai (inedito)                   | 1     | 0     | Sarah                        | Moon River                           |
| VITTORIA | SQUADRA ZERBI-CELENTANO | SQUADRA ZERBI-CELENTANO              | 2     | 0     | SQUADRA CUCCARINI-EMANUEL LO | SQUADRA CUCCARINI-EMANUEL LO         |

##### GironeIn eliminazione
Al termine della seconda partita, a proporre i 3 nomi da mandare a rischio eliminazione, che successivamente decreterà il primo eliminato provvisorio di puntata, saranno solo i professori.
| CONCORRENTE | ESITO                  |
| ----------- | ---------------------- |
| MIDA        | A rischio eliminazione |
| SARAH       | A rischio eliminazione |
| KUMO        | A rischio eliminazione |
| LUCIA       | Salvata                |
| NICHOLAS    | Salvato                |
| SOFIA       | Salvata                |

Successivamente, i tre candidati a rischio eliminazione si sfidano per decretare l'eliminato provvisorio della seconda manche.
| PROVA    | MIDA                 | KUMO    | SARAH                |
| -------- | -------------------- | ------- | -------------------- |
| I        | Fight club (inedito) | Shut up | Mappamondo (inedito) |
| VITTORIA | MIDA                 | SARAH   | KUMO                 |

#### Terza partita
Nella terza manche la squadra Zerbi-Celentano decide di lasciare il boccino: a seguito della nuova estrazione a sorte della squadra che incomincerà la manche, quest'ultima indicherà a sua volta la squadra da voler sfidare.
Nella terza manche la squadra Cuccarini-Emanuel Lo decide di sfidare la squadra Pettinelli-Todaro. 
| PROVA    | SQUADRA CUCCARINI-EMANUEL LO | SQUADRA CUCCARINI-EMANUEL LO                 | PUNTI | PUNTI | SQUADRA PETTINELLI-TODARO | SQUADRA PETTINELLI-TODARO                    |
| -------- | ---------------------------- | -------------------------------------------- | ----- | ----- | ------------------------- | -------------------------------------------- |
| I        | Nicholas                     | Comparata BALLO Sleeping with the one I love | 1     | 0     | Giovanni                  | Comparata BALLO Sleeping with the one I love |
| II       | Lucia                        | Physical                                     | 0     | 1     | Martina                   | Tu no                                        |
| III      | Mida                         | Tuyo                                         | 1     | 0     | Lil Jolie                 | Piazza Grande                                |
| VITTORIA | SQUADRA CUCCARINI-EMANUEL LO | SQUADRA CUCCARINI-EMANUEL LO                 | 2     | 1     | SQUADRA PETTINELLI-TODARO | SQUADRA PETTINELLI-TODARO                    |

##### GironeIn eliminazione
Al termine della terza partita, a proporre i 3 nomi da mandare a rischio eliminazione, che successivamente decreterà il secondo eliminato provvisorio di puntata, saranno solo i professori.
| CONCORRENTE | ESITO                  |
| ----------- | ---------------------- |
| MARTINA     | A rischio eliminazione |
| LIL JOLIE   | A rischio eliminazione |
| GAIA        | A rischio eliminazione |
| GIOVANNI    | Salvato                |

Successivamente, le tre candidate a rischio eliminazione si sfidano per decretare l'eliminata provvisoria della terza manche.
| PROVA    | LIL JOLIE        | GAIA         | MARTINA                                     |
| -------- | ---------------- | ------------ | ------------------------------------------- |
| I        | Attimo (inedito) | Gopher Mambo | Da quando non ho smesso di amarti (inedito) |
| VITTORIA | MARTINA          | GAIA         | LIL JOLIE                                   |

#### Ballottaggio e 2ª eliminazione
Al termine dei due gironi a eliminazione provvisoria relativi alla seconda e terza manche si disputa il ballottaggio finale che decreterà il secondo eliminato definitivo di puntata.
| PROVA    | LIL JOLIE   | KUMO  |
| -------- | ----------- | ----- |
| I        | Lost on you | Apnea |
| VITTORIA | LIL JOLIE   | KUMO  |

### 2ª puntata
La seconda puntata del serale è andata in onda sabato 30 marzo 2024.
Dopo l'estrazione a sorte della squadra che incomincerà la prima manche, quest'ultima indicherà a sua volta la squadra da voler sfidare.

#### Prima partita
Nella prima manche la squadra Pettinelli-Todaro decide di sfidare la squadra Cuccarini-Emanuel Lo.
| PROVA    | SQUADRA PETTINELLI-TODARO | SQUADRA PETTINELLI-TODARO                           | PUNTI     | PUNTI     | SQUADRA CUCCARINI-EMANUEL LO | SQUADRA CUCCARINI-EMANUEL LO                        |
| -------- | ------------------------- | --------------------------------------------------- | --------- | --------- | ---------------------------- | --------------------------------------------------- |
| I        | Martina                   | Comparata CANTO Io canto                            | ANNULLATO | ANNULLATO | Mida                         | Comparata CANTO Io canto                            |
| II       | Martina                   | Imagine                                             | 1         | 0         | Nicholas                     | Aldo ritmo                                          |
| III      | Gaia                      | Canzone                                             | 0         | 1         | Mida                         | Chiamami ancora amore                               |
| IV       | Giovanni                  | Comparata BALLO Mash-up Tormenta de fuego / Orobroy | 1         | 0         | Nicholas                     | Comparata BALLO Mash-up Tormenta de fuego / Orobroy |
| VITTORIA | SQUADRA PETTINELLI-TODARO | SQUADRA PETTINELLI-TODARO                           | 2         | 1         | SQUADRA CUCCARINI-EMANUEL LO | SQUADRA CUCCARINI-EMANUEL LO                        |

##### Girone"In eliminazione"
Al termine della prima partita, a proporre i 3 nomi da mandare a rischio eliminazione, che successivamente decreterà il primo eliminato di puntata, saranno solo i professori.
| CONCORRENTE | ESITO                  |
| ----------- | ---------------------- |
| NICHOLAS    | A rischio eliminazione |
| LUCIA       | A rischio eliminazione |
| SARAH       | A rischio eliminazione |
| MIDA        | Salvato                |
| SOFIA       | Salvata                |

#### Ballottaggio e 1ª eliminazione
I tre candidati all'eliminazione si sfidano inizialmente per essere salvati dalla giuria.
| PROVA    | NICHOLAS    | SARAH   | LUCIA        |
| -------- | ----------- | ------- | ------------ |
| I        | Irish party | Bambola | PamPamPamPam |
| VITTORIA | SARAH       | SARAH   | SARAH        |

Successivamente, i due candidati all'eliminazione rimasti si sfidano nuovamente per decretare il primo eliminato di puntata.
| PROVA    | LUCIA     | NICHOLAS |
| -------- | --------- | -------- |
| I        | Don't cha | Le freak |
| VITTORIA | LUCIA     | NICHOLAS |

#### Seconda partita
Nella seconda manche la squadra Pettinelli-Todaro decide di sfidare la squadra Zerbi-Celentano.
| PROVA    | SQUADRA PETTINELLI-TODARO | SQUADRA PETTINELLI-TODARO   | PUNTI | PUNTI | SQUADRA ZERBI-CELENTANO   | SQUADRA ZERBI-CELENTANO   |
| -------- | ------------------------- | --------------------------- | ----- | ----- | ------------------------- | ------------------------- |
| I        | Lil Jolie                 | E non finisce mica il cielo | 0     | 1     | Petit                     | Suavemente                |
| II       | Giovanni                  | Comparata BALLO Amandoti    | 1     | 0     | Dustin                    | Comparata BALLO Amandoti  |
| III      | Giovanni                  | Cambia el paso              | 0     | 1     | Holden                    | Heaven                    |
| VITTORIA | SQUADRA ZERBI-CELENTANO   | SQUADRA ZERBI-CELENTANO     | 2     | 1     | SQUADRA PETTINELLI-TODARO | SQUADRA PETTINELLI-TODARO |

##### GironeIn eliminazione
Al termine della seconda partita, a proporre i 3 nomi da mandare a rischio eliminazione, che successivamente decreterà il primo eliminato provvisorio di puntata, saranno solo i professori.
| CONCORRENTE | ESITO                  |
| ----------- | ---------------------- |
| LIL JOLIE   | A rischio eliminazione |
| GAIA        | A rischio eliminazione |
| GIOVANNI    | A rischio eliminazione |
| MARTINA     | Salvata                |

Successivamente, i tre candidati a rischio eliminazione si sfidano per decretare l'eliminato provvisorio della seconda manche.
| PROVA    | GAIA                   | LIL JOLIE | GIOVANNI            |
| -------- | ---------------------- | --------- | ------------------- |
| I        | Ancora, Ancora, Ancora | Thank you | Great balls of fire |
| VITTORIA | GAIA                   | LIL JOLIE | GIOVANNI            |

#### Terza partita
Nella terza manche la squadra Zerbi-Celentano decide di sfidare la squadra Cuccarini-Emanuel Lo.
| PROVA    | SQUADRA ZERBI-CELENTANO      | SQUADRA ZERBI-CELENTANO                   | PUNTI | PUNTI | SQUADRA CUCCARINI-EMANUEL LO | SQUADRA CUCCARINI-EMANUEL LO |
| -------- | ---------------------------- | ----------------------------------------- | ----- | ----- | ---------------------------- | ---------------------------- |
| I        | Holden                       | Fai rumore                                | 1     | 0     | Mida                         | Rosalina                     |
| II       | Petit                        | Medley 24.000 baci / Riderà / Cuore matto | 0     | 1     | Sofia                        | New York, New York           |
| III      | Dustin                       | Crazy little thing called love            | 0     | 1     | Sarah                        | Abcdefu                      |
| VITTORIA | SQUADRA CUCCARINI-EMANUEL LO | SQUADRA CUCCARINI-EMANUEL LO              | 2     | 1     | SQUADRA ZERBI-CELENTANO      | SQUADRA ZERBI-CELENTANO      |

##### GironeIn eliminazione
Al termine della terza partita, a proporre i 3 nomi da mandare a rischio eliminazione, che successivamente decreterà il secondo eliminato provvisorio di puntata, saranno solo i professori.
| CONCORRENTE | ESITO                  |
| ----------- | ---------------------- |
| HOLDEN      | A rischio eliminazione |
| MARISOL     | A rischio eliminazione |
| DUSTIN      | A rischio eliminazione |
| PETIT       | Salvato                |

Successivamente, i tre candidati a rischio eliminazione si sfidano per decretare l'eliminato provvisorio della terza manche.
| PROVA    | DUSTIN  | HOLDEN   | MARISOL |
| -------- | ------- | -------- | ------- |
| I        | Delight | Solo noi | Sognami |
| VITTORIA | HOLDEN  | DUSTIN   | MARISOL |

#### Ballottaggio e 2ª eliminazione
Al termine dei due gironi a eliminazione provvisoria relativi alla seconda e terza manche si disputa il ballottaggio finale che decreterà il secondo eliminato definitivo di puntata.
| PROVA    | GIOVANNI    | MARISOL             |
| -------- | ----------- | ------------------- |
| I        | Maria Maria | Rolling in the deep |
| VITTORIA | MARISOL     | GIOVANNI            |

### 3ª puntata
La terza puntata del serale è andata in onda sabato 6 aprile 2024.
Dopo l'estrazione a sorte della squadra che incomincerà la prima manche, quest'ultima indicherà a sua volta la squadra da voler sfidare.

#### Prima partita
Nella prima manche la squadra Pettinelli-Todaro decide di sfidare la squadra Cuccarini-Emanuel Lo.
| PROVA    | SQUADRA PETTINELLI-TODARO | SQUADRA PETTINELLI-TODARO               | PUNTI     | PUNTI     | SQUADRA CUCCARINI-EMANUEL LO | SQUADRA CUCCARINI-EMANUEL LO            |
| -------- | ------------------------- | --------------------------------------- | --------- | --------- | ---------------------------- | --------------------------------------- |
| I        | Martina                   | Comparata CANTO La donna cannone        | ANNULLATO | ANNULLATO | Mida                         | Comparata CANTO La donna cannone        |
| II       | Lil Jolie                 | Comparata CANTO Quando finisce un amore | 1         | 0         | Sarah                        | Comparata CANTO Quando finisce un amore |
| III      | Martina                   | Chandelier                              | 1         | 0         | Mida                         | Papaya                                  |
| VITTORIA | SQUADRA PETTINELLI-TODARO | SQUADRA PETTINELLI-TODARO               | 2         | 0         | SQUADRA CUCCARINI-EMANUEL LO | SQUADRA CUCCARINI-EMANUEL LO            |

##### Girone"In eliminazione"
Al termine della prima partita, a proporre i 3 nomi da mandare a rischio eliminazione, che successivamente decreterà il primo eliminato provvisorio di puntata, saranno solo i professori. 
| CONCORRENTE | ESITO                  |
| ----------- | ---------------------- |
| LUCIA       | A rischio eliminazione |
| MIDA        | A rischio eliminazione |
| SOFIA       | A rischio eliminazione |
| SARAH       | Salvato/a              |

Successivamente, i tre candidati a rischio eliminazione si sfidano per decretare l'eliminato provvisorio della prima manche.
| PROVA    | SOFIA  | MIDA                 | LUCIA               |
| -------- | ------ | -------------------- | ------------------- |
| I        | Simili | RossoFuoco (inedito) | Where have you been |
| VITTORIA | MIDA   | SOFIA                | LUCIA               |

#### Seconda partita
Nella seconda manche la squadra Pettinelli-Todaro decide di sfidare la squadra Zerbi-Celentano.
| PROVA    | SQUADRA PETTINELLI-TODARO | SQUADRA PETTINELLI-TODARO      | PUNTI     | PUNTI     | SQUADRA ZERBI-CELENTANO   | SQUADRA ZERBI-CELENTANO   |
| -------- | ------------------------- | ------------------------------ | --------- | --------- | ------------------------- | ------------------------- |
| I        | Gaia                      | Quello che le donne non dicono | 0         | 1         | Petit                     | Malatìa                   |
| II       | Martina                   | Due vite                       | ANNULLATO | ANNULLATO | Dustin                    | Like I love you           |
| III      | Lil Jolie                 | Maledetta primavera            | 0         | 1         | Holden e Petit            | Tango                     |
| VITTORIA | SQUADRA ZERBI-CELENTANO   | SQUADRA ZERBI-CELENTANO        | 2         | 0         | SQUADRA PETTINELLI-TODARO | SQUADRA PETTINELLI-TODARO |

##### Girone"In eliminazione"
Al termine della seconda partita, a proporre i 2 nomi da mandare a rischio eliminazione, che successivamente decreterà la seconda eliminata provvisoria di puntata, saranno solo i professori. 
| CONCORRENTE | ESITO                  |
| ----------- | ---------------------- |
| GAIA        | A rischio eliminazione |
| LIL JOLIE   | A rischio eliminazione |
| MARTINA     | Salvata                |

Successivamente, le due candidate a rischio eliminazione si sfidano per decretare l'eliminata provvisoria della seconda manche.
| PROVA    | GAIA          | LIL JOLIE              |
| -------- | ------------- | ---------------------- |
| I        | Dov'è l'amore | Holding out for a hero |
| VITTORIA | GAIA          | LIL JOLIE              |

#### Terza partita
Nella terza manche la squadra Zerbi-Celentano decide di sfidare la squadra Cuccarini-Emanuel Lo.
| PROVA    | SQUADRA ZERBI-CELENTANO | SQUADRA ZERBI-CELENTANO                                       | PUNTI | PUNTI | SQUADRA CUCCARINI-EMANUEL LO | SQUADRA CUCCARINI-EMANUEL LO |
| -------- | ----------------------- | ------------------------------------------------------------- | ----- | ----- | ---------------------------- | ---------------------------- |
| I        | Petit                   | Medley Est-ce que tu m'aimes? / Petit Fou Fou / Tous le mêmes | 1     | 0     | Sarah                        | Click boom!                  |
| II       | Marisol                 | Hey, Big Spender                                              | 1     | 0     | Mida                         | Sapore                       |
| VITTORIA | SQUADRA ZERBI-CELENTANO | SQUADRA ZERBI-CELENTANO                                       | 2     | 0     | SQUADRA CUCCARINI-EMANUEL LO | SQUADRA CUCCARINI-EMANUEL LO |

##### Girone"In eliminazione"
Al termine della terza partita, a proporre i 2 nomi da mandare a rischio eliminazione, che successivamente decreterà il terzo eliminato provvisorio di puntata, saranno solo i professori. 
| CONCORRENTE | ESITO                  |
| ----------- | ---------------------- |
| MIDA        | A rischio eliminazione |
| SOFIA       | A rischio eliminazione |
| SARAH       | Salvata                |

Successivamente, i due candidati a rischio eliminazione si sfidano per decretare l'eliminato provvisorio della terza manche.
| PROVA    | MIDA              | SOFIA           |
| -------- | ----------------- | --------------- |
| I        | Vienimi a ballare | L'ultima poesia |
| VITTORIA | MIDA              | SOFIA           |

#### Ballottaggio ed eliminazione
Al termine dei tre gironi a eliminazione provvisoria, si disputa il ballottaggio finale che decreterà l'eliminata definitiva di puntata. 
Inizialmente, le tre concorrenti si sfidano per essere salvate dalla giuria.
| PROVA    | LUCIA        | LIL JOLIE   | SOFIA     |
| -------- | ------------ | ----------- | --------- |
| I        | Pretty Woman | Uomini soli | Vogue     |
| VITTORIA | LIL JOLIE    | LIL JOLIE   | LIL JOLIE |

Infine, le due concorrenti ancora a rischio si sfidano per decretare l'eliminata definitiva di puntata.
| PROVA    | LUCIA  | SOFIA          |
| -------- | ------ | -------------- |
| I        | Listen | Venere e Marte |
| VITTORIA | SOFIA  | LUCIA          |

#### Day-time
Nel daytime di mercoledì 10 aprile, a causa di un infortunio che costringe Gaia ad un riposo di tre settimane, la produzione comunica la possibile sostituzione della ballerina con una ragazza, per il periodo di riposo minimo necessario stabilito, qualora la stessa sia disposta ad accettare. Gaia accetta la proposta e nel daytime di giovedì 11 aprile viene presentata Aurora, la sostituta della ballerina, che gareggerà a suo nome.

### 4ª puntata
La quarta puntata del serale è andata in onda sabato 13 aprile 2024.
Dopo l'estrazione a sorte della squadra che incomincerà la prima manche, quest'ultima indicherà a sua volta la squadra da voler sfidare.
Nota: a partire dalla quarta puntata Gaia rimane in gioco, venendo sostituita da Aurora che gareggia però (nelle eventuali partite e/o ballottaggi) a suo nome. Per tale motivo, nella definizione delle prove delle manche, delle nomination e nei ballottaggi (di salvataggio o per eliminazione), il nome della ballerina Aurora viene seguito tra parentesi da quello di Gaia.

#### Prima partita
Nella prima manche la squadra Zerbi-Celentano decide di lasciare il boccino: a seguito della nuova estrazione a sorte della squadra che incomincerà la manche, quest'ultima indicherà a sua volta la squadra da voler sfidare.
Nella prima manche la squadra Cuccarini-Emanuel Lo decide di sfidare la squadra Zerbi-Celentano.
| PROVA    | SQUADRA CUCCARINI-EMANUEL LO | SQUADRA CUCCARINI-EMANUEL LO     | PUNTI | PUNTI | SQUADRA ZERBI-CELENTANO | SQUADRA ZERBI-CELENTANO          |
| -------- | ---------------------------- | -------------------------------- | ----- | ----- | ----------------------- | -------------------------------- |
| I        | Mida                         | Tití me preguntó                 | 0     | 1     | Petit                   | Sweet home Chicago               |
| II       | Sofia                        | Improvvisazione Tu mi hai capito | 1     | 0     | Marisol                 | Improvvisazione Tu mi hai capito |
| III      | Mida                         | Comparata CANTO Mediterranea     | 1     | 0     | Holden                  | Comparata CANTO Mediterranea     |
| VITTORIA | SQUADRA CUCCARINI-EMANUEL LO | SQUADRA CUCCARINI-EMANUEL LO     | 2     | 1     | SQUADRA ZERBI-CELENTANO | SQUADRA ZERBI-CELENTANO          |

##### Girone"In eliminazione"
Al termine della prima partita, a proporre i 3 nomi da mandare a rischio eliminazione, che successivamente decreterà il primo eliminato provvisorio di puntata, saranno solo i professori. 
| CONCORRENTE | ESITO                  |
| ----------- | ---------------------- |
| PETIT       | A rischio eliminazione |
| HOLDEN      | A rischio eliminazione |
| MARISOL     | A rischio eliminazione |
| DUSTIN      | Salvato                |

Successivamente, i tre candidati a rischio eliminazione si sfidano per decretare l'eliminato provvisorio della prima manche.
| PROVA    | PETIT              | MARISOL   | HOLDEN                  |
| -------- | ------------------ | --------- | ----------------------- |
| I        | Une belle histoire | Mein Herr | Solo stanotte (inedito) |
| VITTORIA | MARISOL            | HOLDEN    | PETIT                   |

#### Seconda partita
Nella seconda manche la squadra Cuccarini-Emanuel Lo decide di sfidare, nuovamente, la squadra Zerbi-Celentano.
| PROVA    | SQUADRA CUCCARINI-EMANUEL LO | SQUADRA CUCCARINI-EMANUEL LO | PUNTI | PUNTI | SQUADRA ZERBI-CELENTANO      | SQUADRA ZERBI-CELENTANO      |
| -------- | ---------------------------- | ---------------------------- | ----- | ----- | ---------------------------- | ---------------------------- |
| I        | Sarah                        | Training season              | 0     | 1     | Dustin                       | Dirty Diana                  |
| II       | Sofia                        | La bambola                   | 1     | 0     | Holden                       | Se piovesse il tuo nome      |
| III      | Mida e Sarah                 | Stardust                     | 0     | 1     | Marisol                      | Hit the Road Jack            |
| VITTORIA | SQUADRA ZERBI-CELENTANO      | SQUADRA ZERBI-CELENTANO      | 2     | 1     | SQUADRA CUCCARINI-EMANUEL LO | SQUADRA CUCCARINI-EMANUEL LO |

##### Girone"In eliminazione"
Al termine della seconda partita, a proporre i 2 nomi da mandare a rischio eliminazione, che successivamente decreterà il secondo eliminato provvisorio di puntata, saranno solo i professori. 
| CONCORRENTE | ESITO                  |
| ----------- | ---------------------- |
| SARAH       | A rischio eliminazione |
| SOFIA       | A rischio eliminazione |
| MIDA        | Salvato                |

Successivamente, le due candidate a rischio eliminazione si sfidano per decretare l'eliminata provvisoria della seconda manche.
| PROVA    | SARAH | SOFIA                                       |
| -------- | ----- | ------------------------------------------- |
| I        | Voilà | Gimme! Gimme! Gimme! (a man after midnight) |
| VITTORIA | SOFIA | SARAH                                       |

#### Terza partita
Nella terza manche la squadra Zerbi-Celentano decide di sfidare la squadra Pettinelli-Todaro.
| PROVA    | SQUADRA ZERBI-CELENTANO | SQUADRA ZERBI-CELENTANO         | PUNTI | PUNTI | SQUADRA PETTINELLI-TODARO | SQUADRA PETTINELLI-TODARO |
| -------- | ----------------------- | ------------------------------- | ----- | ----- | ------------------------- | ------------------------- |
| I        | Dustin                  | Earth song                      | 1     | 0     | Martina                   | Texas hold 'em            |
| II       | Marisol                 | I hope I get it (a chorus line) | 1     | 0     | Lil Jolie e Martina       | Nessun dolore             |
| VITTORIA | SQUADRA ZERBI-CELENTANO | SQUADRA ZERBI-CELENTANO         | 2     | 0     | SQUADRA PETTINELLI-TODARO | SQUADRA PETTINELLI-TODARO |

##### Girone"In eliminazione"
Al termine della terza partita, a proporre i 2 nomi da mandare a rischio eliminazione, che successivamente decreterà la terza eliminata provvisoria di puntata, saranno solo i professori. 
| CONCORRENTE   | ESITO                  |
| ------------- | ---------------------- |
| LIL JOLIE     | A rischio eliminazione |
| MARTINA       | A rischio eliminazione |
| AURORA (GAIA) | Salvata                |

Successivamente, le due candidate a rischio eliminazione si sfidano per decretare l'eliminata provvisoria della terza manche.
| PROVA    | MARTINA                  | LIL JOLIE |
| -------- | ------------------------ | --------- |
| I        | Niente come te (inedito) | C'è tempo |
| VITTORIA | MARTINA                  | LIL JOLIE |

#### Ballottaggio ed eliminazione
Al termine dei tre gironi a eliminazione provvisoria (relativi alla prima, seconda e terza manche), si disputa il ballottaggio finale che decreterà l'eliminato definitivo di puntata. Inizialmente, i tre concorrenti si sfidano per essere salvati dalla giuria.
| PROVA    | LIL JOLIE           | SARAH                | PETIT             |
| -------- | ------------------- | -------------------- | ----------------- |
| I        | Lontano dagli occhi | What was I made for? | Mammamì (inedito) |
| VITTORIA | PETIT               | PETIT                | PETIT             |

Infine, le due concorrenti ancora a rischio si sfidano per decretare l'eliminata definitiva di puntata.
| PROVA    | SARAH            | LIL JOLIE                       |
| -------- | ---------------- | ------------------------------- |
| I        | Cruel summer     | Because the night               |
| II       | Cuore            | Black horse and the cherry tree |
| III      | Touché (inedito) | Follia (inedito)                |
| VITTORIA | GIUDIZIO SOSPESO | GIUDIZIO SOSPESO                |

### 5ª puntata
La quinta puntata del serale è andata in onda sabato 20 aprile 2024.

#### Ballottaggio ed eliminazione
Ad inizio puntata si svolge il ballottaggio, rimasto sospeso al termine della quarta puntata, tra le due concorrenti (ancora a rischio eliminazione) che si esibiscono su un'ultima prova, per decretare l'eliminata definitiva.
| PROVA    | SARAH              | LIL JOLIE |
| -------- | ------------------ | --------- |
| I        | Per un'ora d'amore | Cercami   |
| VITTORIA | SARAH              | LIL JOLIE |

Dopo l'estrazione a sorte della squadra che incomincerà la prima manche, quest'ultima indicherà a sua volta la squadra da voler sfidare.

#### Prima partita
Nella prima manche la squadra Zerbi-Celentano decide di sfidare la squadra Cuccarini-Emanuel Lo.
| PROVA    | SQUADRA ZERBI-CELENTANO | SQUADRA ZERBI-CELENTANO | PUNTI     | PUNTI     | SQUADRA CUCCARINI-EMANUEL LO | SQUADRA CUCCARINI-EMANUEL LO |
| -------- | ----------------------- | ----------------------- | --------- | --------- | ---------------------------- | ---------------------------- |
| I        | Holden                  | Everybody hurts         | ANNULLATA | ANNULLATA | Sofia                        | Ma non tutta la vita         |
| II       | Marisol                 | Way down we go          | 1         | 0         | Mida e Sarah                 | Pensare male                 |
| III      | Dustin                  | Stupidi ragazzi         | 0         | 1         | Mida                         | Volare                       |
| IV       | Petit                   | Sciccherie              | 1         | 0         | Sarah                        | The Golden Age               |
| VITTORIA | SQUADRA ZERBI-CELENTANO | SQUADRA ZERBI-CELENTANO | 2         | 1         | SQUADRA CUCCARINI-EMANUEL LO | SQUADRA CUCCARINI-EMANUEL LO |

##### Girone"In eliminazione"
Al termine della prima partita, a proporre i 2 nomi da mandare a rischio eliminazione, che successivamente decreterà il primo eliminato provvisorio di puntata, saranno solo i professori.
| CONCORRENTE | ESITO                  |
| ----------- | ---------------------- |
| SOFIA       | A rischio eliminazione |
| MIDA        | A rischio eliminazione |
| SARAH       | Salvata                |

Successivamente, i due candidati a rischio eliminazione si sfidano per decretare l'eliminato provvisorio della prima manche.
| PROVA    | MIDA        | SOFIA  |
| -------- | ----------- | ------ |
| I        | El farsante | Dirrty |
| VITTORIA | SOFIA       | MIDA   |

#### Seconda partita
Nella seconda manche la squadra Zerbi-Celentano decide di sfidare la squadra Pettinelli-Todaro.
| PROVA    | SQUADRA ZERBI-CELENTANO | SQUADRA ZERBI-CELENTANO | PUNTI | PUNTI | SQUADRA PETTINELLI-TODARO | SQUADRA PETTINELLI-TODARO  |
| -------- | ----------------------- | ----------------------- | ----- | ----- | ------------------------- | -------------------------- |
| I        | Holden                  | Una direzione giusta    | 1     | 0     | Martina                   | Estranei a partire da ieri |
| II       | Holden                  | Morto mai               | 0     | 1     | Aurora (Gaia)             | Mash-up Ameksa / Malagueña |
| III      | Petit                   | Mammamì (inedito)       | 1     | 0     | Aurora (Gaia)             | Higher                     |
| VITTORIA | SQUADRA ZERBI-CELENTANO | SQUADRA ZERBI-CELENTANO | 2     | 1     | SQUADRA PETTINELLI-TODARO | SQUADRA PETTINELLI-TODARO  |

##### Girone"In eliminazione"
Al termine della seconda partita le due concorrenti della squadra Pettinelli-Todaro sono entrambe a rischio eliminazione.
| CONCORRENTE   | ESITO                  |
| ------------- | ---------------------- |
| MARTINA       | A rischio eliminazione |
| AURORA (GAIA) | A rischio eliminazione |

Successivamente, le due candidate a rischio eliminazione si sfidano per decretare l'eliminata provvisoria della seconda manche.
| PROVA    | MARTINA  | AURORA (GAIA) |
| -------- | -------- | ------------- |
| I        | The best | Rip it up     |
| VITTORIA | MARTINA  | AURORA (GAIA) |

#### Terza partita
Nella terza manche la squadra Zerbi-Celentano decide di sfidare la squadra Cuccarini-Emanuel Lo.
| PROVA    | SQUADRA ZERBI-CELENTANO | SQUADRA ZERBI-CELENTANO                   | PUNTI | PUNTI | SQUADRA CUCCARINI-EMANUEL LO | SQUADRA CUCCARINI-EMANUEL LO    |
| -------- | ----------------------- | ----------------------------------------- | ----- | ----- | ---------------------------- | ------------------------------- |
| I        | Dustin                  | Everybody (Backstreet's Back)             | 1     | 0     | Sarah                        | C'est la vie                    |
| II       | Petit                   | Mash-up Caruso / Je te voglio bene assaje | 0     | 1     | Sofia                        | Mash-up Shallow / Born this way |
| III      | Marisol                 | Fever                                     | 1     | 0     | Sofia                        | It's raining men                |
| VITTORIA | SQUADRA ZERBI-CELENTANO | SQUADRA ZERBI-CELENTANO                   | 2     | 1     | SQUADRA CUCCARINI-EMANUEL LO | SQUADRA CUCCARINI-EMANUEL LO    |

##### Girone"In eliminazione"
Al termine della terza partita le due concorrenti della squadra Cuccarini-Emanuel Lo sono entrambe a rischio eliminazione.
| CONCORRENTE | ESITO                  |
| ----------- | ---------------------- |
| SARAH       | A rischio eliminazione |
| SOFIA       | A rischio eliminazione |

Successivamente, le due candidate a rischio eliminazione si sfidano per decretare l'eliminata provvisoria della terza manche.
| PROVA    | SARAH         | SOFIA                 |
| -------- | ------------- | --------------------- |
| I        | Straordinario | What you waiting for? |
| VITTORIA | SOFIA         | SARAH                 |

#### Ballottaggio ed eliminazione
Al termine dei tre gironi a eliminazione provvisoria (relativi alla prima, seconda e terza manche), si disputa il ballottaggio finale che decreterà l'eliminato definitivo di puntata. Inizialmente, i tre concorrenti si sfidano per essere salvati dalla giuria.
| PROVA    | SARAH                 | AURORA (GAIA) | MIDA               |
| -------- | --------------------- | ------------- | ------------------ |
| I        | Sexy magica (inedito) | Se io, se lei | Que pasa (inedito) |
| VITTORIA | MIDA                  | MIDA          | MIDA               |

Infine, le due concorrenti ancora a rischio si sfidano per decretare l'eliminata definitiva di puntata.
| PROVA    | SARAH           | AURORA (GAIA) |
| -------- | --------------- | ------------- |
| I        | Come un pittore | Red           |
| VITTORIA | SARAH           | GAIA          |

### 6ª puntata
La sesta puntata del serale è andata in onda sabato 27 aprile 2024.
Dopo l'estrazione a sorte della squadra che incomincerà la prima manche, quest'ultima indicherà a sua volta la squadra da voler sfidare.

#### Prima partita
Nella prima manche la squadra Cuccarini-Emanuel Lo decide di sfidare la squadra Zerbi-Celentano.
| PROVA    | SQUADRA CUCCARINI-EMANUEL LO | SQUADRA CUCCARINI-EMANUEL LO | PUNTI | PUNTI | SQUADRA ZERBI-CELENTANO | SQUADRA ZERBI-CELENTANO      |
| -------- | ---------------------------- | ---------------------------- | ----- | ----- | ----------------------- | ---------------------------- |
| I        | Sarah                        | Friends                      | 0     | 1     | Holden                  | Someone you loved            |
| II       | Sofia                        | Improvvisazione Esseri umani | 1     | 0     | Marisol                 | Improvvisazione Esseri umani |
| III      | Mida                         | Comparata CANTO 90Min        | 1     | 0     | Petit                   | Comparata CANTO 90Min        |
| VITTORIA | SQUADRA CUCCARINI-EMANUEL LO | SQUADRA CUCCARINI-EMANUEL LO | 2     | 1     | SQUADRA ZERBI-CELENTANO | SQUADRA ZERBI-CELENTANO      |

##### Girone"In eliminazione"
Al termine della prima partita, a proporre i 3 nomi da mandare a rischio eliminazione, che successivamente decreterà il primo eliminato provvisorio di puntata, saranno solo i professori.
| CONCORRENTE | ESITO                  |
| ----------- | ---------------------- |
| HOLDEN      | A rischio eliminazione |
| MARISOL     | A rischio eliminazione |
| DUSTIN      | A rischio eliminazione |
| PETIT       | Salvato                |

Successivamente, i tre candidati a rischio eliminazione si sfidano per decretare l'eliminato provvisorio della prima manche.
| PROVA    | DUSTIN  | HOLDEN      | MARISOL          |
| -------- | ------- | ----------- | ---------------- |
| I        | Fomenta | Senza di me | Cell block tango |
| VITTORIA | MARISOL | DUSTIN      | HOLDEN           |

#### Seconda partita
Nella seconda manche la squadra Cuccarini-Emanuel Lo decide di sfidare, nuovamente, la squadra Zerbi-Celentano.
| PROVA    | SQUADRA CUCCARINI EMANUEL-LO | SQUADRA CUCCARINI EMANUEL-LO | PUNTI | PUNTI | SQUADRA ZERBI-CELENTANO      | SQUADRA ZERBI-CELENTANO      |
| -------- | ---------------------------- | ---------------------------- | ----- | ----- | ---------------------------- | ---------------------------- |
| I        | Mida                         | Non vivo più senza te        | 0     | 1     | Petit                        | Stressed out                 |
| II       | Sarah                        | Bam Bam                      | 1     | 0     | Marisol                      | Impossible                   |
| III      | Mida                         | Fuera del mercado            | 0     | 1     | Dustin                       | Can't feel my face           |
| VITTORIA | SQUADRA ZERBI-CELENTANO      | SQUADRA ZERBI-CELENTANO      | 2     | 1     | SQUADRA CUCCARINI-EMANUEL LO | SQUADRA CUCCARINI-EMANUEL LO |

##### Girone"In eliminazione"
Al termine della seconda partita, a proporre i 2 nomi da mandare a rischio eliminazione, che successivamente decreterà il secondo eliminato provvisorio di puntata, saranno solo i professori.
| CONCORRENTE | ESITO                  |
| ----------- | ---------------------- |
| SARAH       | A rischio eliminazione |
| SOFIA       | A rischio eliminazione |
| MIDA        | Salvato                |

Successivamente, le due candidate a rischio eliminazione si sfidano per decretare l'eliminata provvisoria della seconda manche.
| PROVA    | SARAH                 | SOFIA          |
| -------- | --------------------- | -------------- |
| I        | Sexy magica (inedito) | Storia d'amore |
| VITTORIA | SARAH                 | SOFIA          |

#### Terza partita
Nella terza manche la squadra Zerbi-Celentano decide di sfidare la squadra Pettinelli-Todaro.
| PROVA    | SQUADRA ZERBI-CELENTANO | SQUADRA ZERBI-CELENTANO | PUNTI | PUNTI | SQUADRA PETTINELLI-TODARO | SQUADRA PETTINELLI-TODARO |
| -------- | ----------------------- | ----------------------- | ----- | ----- | ------------------------- | ------------------------- |
| I        | Petit                   | Eri piccola così        | 0     | 1     | Martina                   | Italodisco                |
| II       | Marisol                 | T'aggio vuluto bene     | 1     | 0     | Martina                   | Hot Stuff                 |
| III      | Dustin                  | In the end              | 1     | 0     | Martina                   | Young and Beautiful       |
| VITTORIA | SQUADRA ZERBI-CELENTANO | SQUADRA ZERBI-CELENTANO | 2     | 1     | MARTINA                   | MARTINA                   |

Al termine della terza partita, Martina, unica concorrente appartenente alla squadra Pettinelli-Todaro, è automaticamente la terza eliminata provvisoria di puntata.

#### Ballottaggio ed eliminazione
Al termine dei tre gironi a eliminazione provvisoria (relativi alla prima, seconda e terza manche), si disputa il ballottaggio finale che decreterà l'eliminato definitivo di puntata. Inizialmente, i tre concorrenti si sfidano per essere salvati dalla giuria.
| PROVA    | MARTINA | SOFIA           | HOLDEN   |
| -------- | ------- | --------------- | -------- |
| I        | Bruises | Die another day | Altalene |
| VITTORIA | HOLDEN  | HOLDEN          | HOLDEN   |

Infine, le due concorrenti ancora a rischio si sfidano per decretare l'eliminata definitiva di puntata.
| PROVA    | SOFIA   | MARTINA                  |
| -------- | ------- | ------------------------ |
| I        | Happy   | Niente come te (inedito) |
| VITTORIA | MARTINA | SOFIA                    |

### 7ª puntata
La settima puntata del serale è andata in onda sabato 4 maggio 2024.
Dopo l'estrazione a sorte della squadra che incomincerà la prima manche, quest'ultima indicherà a sua volta la squadra da voler sfidare.

#### Prima partita
Nella prima manche la squadra Pettinelli-Todaro decide di sfidare la squadra Cuccarini-Emanuel Lo.
| PROVA    | SQUADRA PETTINELLI-TODARO    | SQUADRA PETTINELLI-TODARO    | PUNTI | PUNTI | SQUADRA CUCCARINI-EMANUEL LO | SQUADRA CUCCARINI-EMANUEL LO |
| -------- | ---------------------------- | ---------------------------- | ----- | ----- | ---------------------------- | ---------------------------- |
| I        | Martina                      | Dog days are over            | 0     | 1     | Mida                         | Sabbia                       |
| II       | Martina                      | Comparata CANTO This is me   | 1     | 0     | Sarah                        | Comparata CANTO This is me   |
| III      | Martina                      | Back to black                | 0     | 1     | Sarah                        | All I want                   |
| VITTORIA | SQUADRA CUCCARINI-EMANUEL LO | SQUADRA CUCCARINI-EMANUEL LO | 2     | 1     | MARTINA                      | MARTINA                      |

Al termine della prima partita, Martina, unica concorrente appartenente alla squadra Pettinelli-Todaro, è automaticamente la prima eliminata provvisoria di puntata.

#### Seconda partita
Nella seconda manche la squadra Cuccarini-Emanuel Lo sfida la squadra Zerbi-Celentano.
| PROVA    | SQUADRA CUCCARINI-EMANUEL LO | SQUADRA CUCCARINI-EMANUEL LO             | PUNTI     | PUNTI     | SQUADRA ZERBI-CELENTANO | SQUADRA ZERBI-CELENTANO                  |
| -------- | ---------------------------- | ---------------------------------------- | --------- | --------- | ----------------------- | ---------------------------------------- |
| I        | Mida                         | Comparata CANTO Nessuno mi può giudicare | 1         | 0         | Holden                  | Comparata CANTO Nessuno mi può giudicare |
| II       | Mida                         | Portami a ballare                        | ANNULLATA | ANNULLATA | Dustin                  | Eyes closed                              |
| III      | Sarah                        | Royals                                   | 0         | 1         | Petit                   | Bella                                    |
| IV       | Mida                         | Que pasa (inedito)                       | 1         | 0         | Marisol                 | Klan                                     |
| VITTORIA | SQUADRA CUCCARINI-EMANUEL LO | SQUADRA CUCCARINI-EMANUEL LO             | 2         | 1         | SQUADRA ZERBI-CELENTANO | SQUADRA ZERBI-CELENTANO                  |

##### Girone"In eliminazione"
Al termine della seconda partita, a proporre i 3 nomi da mandare a rischio eliminazione, che successivamente decreterà il secondo eliminato provvisorio di puntata, saranno solo i professori.
| CONCORRENTE | ESITO                  |
| ----------- | ---------------------- |
| HOLDEN      | A rischio eliminazione |
| DUSTIN      | A rischio eliminazione |
| MARISOL     | A rischio eliminazione |
| PETIT       | Salvato                |

Successivamente, i tre candidati a rischio eliminazione si sfidano per decretare l'eliminato provvisorio della seconda manche.
| PROVA    | DUSTIN                  | HOLDEN            | MARISOL        |
| -------- | ----------------------- | ----------------- | -------------- |
| I        | Supermassive black hole | Randagi (inedito) | O forse sei tu |
| VITTORIA | MARISOL                 | HOLDEN            | DUSTIN         |

#### Terza partita
Nella terza manche la squadra Cuccarini-Emanuel Lo sfida, nuovamente, la squadra Zerbi-Celentano.
| PROVA    | SQUADRA CUCCARINI-EMANUEL LO | SQUADRA CUCCARINI-EMANUEL LO | PUNTI | PUNTI | SQUADRA ZERBI-CELENTANO      | SQUADRA ZERBI-CELENTANO      |
| -------- | ---------------------------- | ---------------------------- | ----- | ----- | ---------------------------- | ---------------------------- |
| I        | Mida                         | El perdón                    | 0     | 1     | Marisol                      | Spicy Margarita              |
| II       | Sarah                        | Wrecking ball                | 1     | 0     | Holden                       | Just the way you are         |
| III      | Sarah                        | Buio                         | 0     | 1     | Petit                        | Mammamì (inedito)            |
| VITTORIA | SQUADRA ZERBI-CELENTANO      | SQUADRA ZERBI-CELENTANO      | 2     | 1     | SQUADRA CUCCARINI-EMANUEL LO | SQUADRA CUCCARINI-EMANUEL LO |

##### Girone"In eliminazione"
Al termine della terza partita i due concorrenti della squadra Cuccarini-Emanuel Lo sono entrambi a rischio eliminazione.
| CONCORRENTE | ESITO                  |
| ----------- | ---------------------- |
| MIDA        | A rischio eliminazione |
| SARAH       | A rischio eliminazione |

Successivamente, i due candidati a rischio eliminazione si sfidano per decretare l'eliminato provvisorio della terza manche.
| PROVA    | MIDA          | SARAH   |
| -------- | ------------- | ------- |
| I        | Cinque giorni | Spigoli |
| VITTORIA | SARAH         | MIDA    |

#### Ballottaggio ed eliminazione
Al termine dei tre gironi a eliminazione provvisoria (relativi alla prima, seconda e terza manche), si disputa il ballottaggio finale che decreterà l'eliminato definitivo di puntata. Inizialmente, i tre concorrenti si sfidano per essere salvati dalla giuria.
| PROVA    | MARTINA   | DUSTIN          | MIDA                                |
| -------- | --------- | --------------- | ----------------------------------- |
| I        | No stress | To build a home | La leva calcistica della classe '68 |
| VITTORIA | DUSTIN    | DUSTIN          | DUSTIN                              |

Infine, i due concorrenti ancora a rischio si sfidano per decretare l'eliminato definitivo di puntata.
| PROVA    | MIDA                 | MARTINA                  |
| -------- | -------------------- | ------------------------ |
| I        | Fight club (inedito) | Niente come te (inedito) |
| VITTORIA | MIDA                 | MARTINA                  |

### Semifinale
- La semifinale del serale è andata in onda domenica 12 maggio 2024.
- A giocare la semifinale, sono stati l'intera squadra Zerbi-Celentano e i due membri della squadra Cuccarini-Lo, mentre la squadra Pettinelli-Todaro è stata estromessa dalla gara dopo l'eliminazione di Martina avvenuta dopo la settima puntata.
- Il premio Spotify Singles, assegnato da una rappresentante dell'azienda, per la pubblicazione di un proprio singolo (registrato a Stoccolma) sulla piattaforma Spotify, viene consegnato a Mida.

Regolamento
- La semifinale è articolata in tre manche più un ballottaggio, portando così all'elezione dei cinque finalisti (poi diventati sei). Per le tre partite, la giuria è chiamata a decidere chi inizierà a sfidare.
- Chi inizia la partita ha la possibilità, insieme ai professori dalla squadra di riferimento, di scegliere contro chi sfidarsi (indipendentemente dalla categoria) e quale prova schierare.
- I concorrenti appartenenti alla squadra che arriva per prima a 2 punti si sfidano in uno spareggio, il cui vincitore si aggiudica l’accesso diretto alla finale.

Legenda
     Accede alla Finale
     Candidato ad accedere alla Finale
     Non accede ancora alla Finale

#### Prima partita
La prima manche porterà all'elezione del primo finalista. Ciascuna squadra schiera un proprio componente per provare a ottenere il boccino della partita.
- La squadra Zerbi-Celentano schiera Marisol.
- La squadra Cuccarini-Emanuel Lo schiera Mida.

| CHI INIZIA LA PARTITA? | CHI INIZIA LA PARTITA? | CHI INIZIA LA PARTITA? |
| PROVA                  | MARISOL                | MIDA                   |
| ---------------------- | ---------------------- | ---------------------- |
| I                      | Is It love             | Fuera del mercado      |
| VITTORIA               | MARISOL                | MARISOL                |

Marisol, dopo aver vinto la possibilità di ottenere il boccino della manche, permette ai professori della propria squadra (Zerbi-Celentano) di decidere contro chi sfidarsi e cosa schierare.
| PROVA    | SQUADRA ZERBI-CELENTANO | SQUADRA ZERBI-CELENTANO | PUNTI | PUNTI | SQUADRA CUCCARINI-EMANUEL LO | SQUADRA CUCCARINI-EMANUEL LO |
| -------- | ----------------------- | ----------------------- | ----- | ----- | ---------------------------- | ---------------------------- |
| I        | Marisol                 | Albachiara              | 1     | 0     | Sarah                        | Toxic                        |
| II       | Marisol                 | Beautiful that way      | 1     | 0     | Mida                         | Ma che idea                  |
| VITTORIA | SQUADRA ZERBI-CELENTANO | SQUADRA ZERBI-CELENTANO | 2     | 0     | SQUADRA CUCCARINI-EMANUEL LO | SQUADRA CUCCARINI-EMANUEL LO |

##### Spareggio
Al termine della prima manche si svolge uno spareggio tra Marisol, Dustin, Holden e Petit, per decretare il primo finalista.
| PROVA    | DUSTIN     | PETIT             | MARISOL | HOLDEN  |
| -------- | ---------- | ----------------- | ------- | ------- |
| I        | Hallelujah | Io ho in mente te | Bella   | 5 gocce |
| VITTORIA | MARISOL    | DUSTIN            | PETIT   | HOLDEN  |

#### Seconda partita
La seconda manche porterà all'elezione del secondo finalista. Ciascuna squadra schiera un proprio componente per provare a ottenere il boccino della partita.
- La squadra Zerbi-Celentano schiera Dustin.
- La squadra Cuccarini-Emanuel Lo schiera Sarah.

| CHI INIZIA LA PARTITA? | CHI INIZIA LA PARTITA? | CHI INIZIA LA PARTITA? |
| PROVA                  | DUSTIN                 | SARAH                  |
| ---------------------- | ---------------------- | ---------------------- |
| I                      | Like I love you        | Voilà                  |
| VITTORIA               | DUSTIN                 | DUSTIN                 |

Dustin, dopo aver vinto la possibilità di ottenere il boccino della manche, permette ai professori della propria squadra (Zerbi-Celentano) di decidere contro chi sfidarsi e cosa schierare.
| PROVA    | SQUADRA ZERBI-CELENTANO | SQUADRA ZERBI-CELENTANO       | PUNTI | PUNTI | SQUADRA CUCCARINI-EMANUEL LO | SQUADRA CUCCARINI-EMANUEL LO |
| -------- | ----------------------- | ----------------------------- | ----- | ----- | ---------------------------- | ---------------------------- |
| I        | Dustin                  | Pummarola black               | 1     | 0     | Mida                         | 100 messaggi                 |
| II       | Dustin                  | (I can't get no) Satisfaction | 1     | 0     | Sarah                        | Wannabe                      |
| VITTORIA | SQUADRA ZERBI-CELENTANO | SQUADRA ZERBI-CELENTANO       | 2     | 0     | SQUADRA CUCCARINI-EMANUEL LO | SQUADRA CUCCARINI-EMANUEL LO |

##### Spareggio
Al termine della seconda manche si svolge uno spareggio tra Dustin, Holden e Petit, per decretare il secondo finalista.
| PROVA    | PETIT             | DUSTIN        | HOLDEN                             |
| -------- | ----------------- | ------------- | ---------------------------------- |
| I        | Che fai (inedito) | Give In to Me | Dimmi che non è un addio (inedito) |
| VITTORIA | DUSTIN            | HOLDEN        | PETIT                              |

#### Terza partita
La terza manche porterà all'elezione del terzo finalista. Ciascuna squadra schiera un proprio componente per provare a ottenere il boccino della partita.
- La squadra Zerbi-Celentano schiera Petit.
- La squadra Cuccarini-Emanuel Lo schiera Mida.

| CHI INIZIA LA PARTITA? | CHI INIZIA LA PARTITA? | CHI INIZIA LA PARTITA? |
| PROVA                  | MIDA                   | PETIT                  |
| ---------------------- | ---------------------- | ---------------------- |
| I                      | Volare                 | Suavemente             |
| VITTORIA               | PETIT                  | PETIT                  |

Petit, dopo aver vinto la possibilità di ottenere il boccino della manche, permette ai professori della propria squadra (Zerbi-Celentano) di decidere contro chi sfidarsi e cosa schierare.
| PROVA    | SQUADRA ZERBI-CELENTANO | SQUADRA ZERBI-CELENTANO | PUNTI | PUNTI | SQUADRA CUCCARINI-EMANUEL LO | SQUADRA CUCCARINI-EMANUEL LO |
| -------- | ----------------------- | ----------------------- | ----- | ----- | ---------------------------- | ---------------------------- |
| I        | Petit                   | I'll be missing you     | 1     | 0     | Mida                         | Mama insegnami a ballar      |
| II       | Holden                  | Sono solo parole        | 0     | 1     | Sarah                        | Quelqu'un m'a dit            |
| III      | Petit                   | Meleğim                 | 1     | 0     | Sarah                        | Kill Bill                    |
| VITTORIA | SQUADRA ZERBI-CELENTANO | SQUADRA ZERBI-CELENTANO | 2     | 1     | SQUADRA CUCCARINI-EMANUEL LO | SQUADRA CUCCARINI-EMANUEL LO |

##### Spareggio
Al termine della terza manche si svolge uno spareggio tra Holden e Petit, per decretare il terzo finalista.
| PROVA    | HOLDEN                  | PETIT              |
| -------- | ----------------------- | ------------------ |
| I        | Solo stanotte (inedito) | Tornerai (inedito) |
| VITTORIA | PETIT                   | HOLDEN             |

#### Ballottaggio
Al termine delle tre partite si disputa il ballottaggio per decretare il quarto e il quinto finalista, e di conseguenza l'eliminato della semifinale. A seguito di un'indecisione della giuria, la stessa avanza alla produzione la richiesta di aggiungere un sesto finalista, portando a non eliminare nessun concorrente. La richiesta viene accettata.
| PROVA    | SARAH                        | HOLDEN            | MIDA               |
| -------- | ---------------------------- | ----------------- | ------------------ |
| I        | Sexy magica (inedito)        | Randagi (inedito) | Que pasa (inedito) |
| II       | Can't get you out of my head | Lose control      | Una su 1 000 000   |
| VITTORIA | HOLDEN                       | MIDA              | SARAH              |

### Finale
- La finale del serale è andata in onda sabato 18 maggio 2024.
- Sarah Toscano vince la ventitreesima edizione di Amici e il premio di 150000 €.
- Marisol Castellanos vince la categoria Danza e il premio di 50000 €.
- Il premio della critica TIM, anch'esso del valore di 50000 €, viene assegnato a Marisol Castellanos.
- Il premio TIM per la comunicazione, del valore di 40000 €, viene assegnato a Petit.
- Il premio Spirito Libero Oreo, del valore di 30000 €, viene assegnato a Dustin Taylor.
- Il premio delle Radio[N 13], viene assegnato ad Holden.
- Dalla prima puntata del serale fino alla finale Marlù assegna a ciascun concorrente eliminato, ai finalisti ed il vincitore compreso, il premio del valore di 7000 €.

Regolamento
N.B. : Le sfide e la finalissima vengono giudicate solo ed esclusivamente dal televoto, le cui percentuali (relative alle diverse sfide) sono indicate tra parentesi, a fianco dei rispettivi nomi dei concorrenti.
Codici di televoto
| CODICE TELEVOTO | CONCORRENTE | DISCIPLINA   |
| --------------- | ----------- | ------------ |
| 05              | DUSTIN      | ballo        |
| 01              | HOLDEN      | cantautorato |
| 06              | MARISOL     | ballo        |
| 02              | MIDA        | cantautorato |
| 03              | PETIT       | cantautorato |
| 04              | SARAH       | cantautorato |

La finale, similariamente alle tre precedenti edizioni, è così articolata: cinque sessioni di voto: nelle prime due sessioni (per il canto) con una esibizione nella prima e una nella seconda sfida, i concorrenti garaggiano per decretare il sesto e quinto classificato e di conseguenza i due sfidanti della categoria canto per la finale di circuito; nella quarta e quinta sessione (per la danza e per il canto), tutti i finalisti si esibiranno in due prove (nella terza e quarta sessione), portando così il cantante e il ballerino più votati (vincitori della propria categoria) a passare alla finalissima; nell'ultima sfida, ovvero la finalissima, si decreterà il vincitore del programma.

#### 1ª sfida - Finale Circuito Canto
La finale per il circuito canto si svolge in tre sfide: le prime due su una sola prova ciascuno, mentre la terza sull'esibizione di due pezzi.
Nella prima sfida i quattro cantanti si esibiscono su una prova, per decretare il sesto/a classificato e di conseguenza chi continua la finale.
| CHI CONTINUA LA FINALE? | CHI CONTINUA LA FINALE? | CHI CONTINUA LA FINALE? | CHI CONTINUA LA FINALE? | CHI CONTINUA LA FINALE? |
| PROVA                   | SARAH                   | PETIT                   | HOLDEN                  | MIDA                    |
| ----------------------- | ----------------------- | ----------------------- | ----------------------- | ----------------------- |
| I                       | Sexy magica (inedito)   | Mammamì (inedito)       | Randagi (inedito)       | Que pasa (inedito)      |
| SESTO                   | MIDA (10,9%)            | MIDA (10,9%)            | MIDA (10,9%)            | MIDA (10,9%)            |
| VITTORIA                | SARAH (40,5%)           | SARAH (40,5%)           | SARAH (40,5%)           | SARAH (40,5%)           |
| VITTORIA                | PETIT (27,4%)           |                         |                         |                         |
| VITTORIA                | HOLDEN (21,2%)          |                         |                         |                         |

#### 2ª sfida - Finale Circuito Canto
Nella seconda sfida i tre cantanti rimasti in gara, si esibiscono su una prova per decretare il quinto classificato e di conseguenza chi continua la finale.
| CHI CONTINUA LA FINALE? | CHI CONTINUA LA FINALE? | CHI CONTINUA LA FINALE? | CHI CONTINUA LA FINALE? |
| PROVA                   | HOLDEN                  | PETIT                   | SARAH                   |
| ----------------------- | ----------------------- | ----------------------- | ----------------------- |
| I                       | Hold me while you wait  | 'O sarracino            | When I was your man     |
| QUINTO                  | HOLDEN (25,0%)          | HOLDEN (25,0%)          | HOLDEN (25,0%)          |
| VITTORIA                | SARAH (44,8%)           | SARAH (44,8%)           | SARAH (44,8%)           |
| VITTORIA                | PETIT (30,2%)           |                         |                         |

#### Ultima sfida Danza - Finale Circuito Danza
La finale del circuito danza si svolge sull'esibizione di due prove da parte dei due ballerini, per decretare il vincitore della propria categoria (nonché secondo super finalista), e allo stesso tempo il quarto classificato.
| CHI VA IN FINALISSIMA? | CHI VA IN FINALISSIMA? | CHI VA IN FINALISSIMA? |
| PROVA                  | MARISOL                | DUSTIN                 |
| ---------------------- | ---------------------- | ---------------------- |
| I                      | Tough lover            | Beautiful things       |
| II                     | Freedom                | Iron                   |
| QUARTO                 | DUSTIN (34,6%)         | DUSTIN (34,6%)         |
| VITTORIA               | MARISOL (65,4%)        | MARISOL (65,4%)        |

#### Ultima sfida Canto - Finale Circuito Canto
Nell'ultima sfida di canto, i due cantanti rimasti in gara, si esibiscono su due prove, per decretare il vincitore della propria categoria (nonché secondo super finalista), e di conseguenza il terzo classificato.
| CHI VA IN FINALISSIMA? | CHI VA IN FINALISSIMA? | CHI VA IN FINALISSIMA? |
| PROVA                  | SARAH                  | PETIT                  |
| ---------------------- | ---------------------- | ---------------------- |
| I                      | Puntería               | Casanova               |
| II                     | Malavita               | Tornerai (inedito)     |
| TERZO                  | PETIT (45,2%)          | PETIT (45,2%)          |
| VITTORIA               | SARAH (54,8%)          | SARAH (54,8%)          |

#### Finalissima
La finalissima si svolge tra le due super finaliste (risultati i vincitori del loro circuito - nonché categoria) ed è basata sull'esibizione di sei prove, portando all'elezione della vincitrice della ventitreesima edizione.
| CHI VINCE? | CHI VINCE?          | CHI VINCE?                |
| PROVA      | MARISOL             | SARAH                     |
| ---------- | ------------------- | ------------------------- |
| I          | Bvlgari black swing | Mappamondo (inedito)      |
| II         | Sweet dreams        | Disco (I love it)         |
| III        | Pensiero stupendo   | Viole e violini (inedito) |
| IV         | Acqua e sale        | Splendido splendente      |
| V          | Rewrite the stars   | Ma non tutta la vita      |
| VI         | I'm a slave 4 u     | Touché (inedito)          |
| SECONDA    | MARISOL (46,6%)     | MARISOL (46,6%)           |
| VINCITRICE | SARAH (53,4%)       | SARAH (53,4%)             |

## Giuria
La giuria della ventitreesima edizione del programma è composta dai seguenti membri:
Legenda:
     Presenza del giudice in puntata
| Giurato              | Puntate | Puntate | Puntate | Puntate | Puntate | Puntate | Puntate | Puntate    | Puntate | Totale |
| Giurato              | 1ª      | 2ª      | 3ª      | 4ª      | 5ª      | 6ª      | 7ª      | Semifinale | Finale  | Totale |
| -------------------- | ------- | ------- | ------- | ------- | ------- | ------- | ------- | ---------- | ------- | ------ |
| Michele Bravi        |         |         |         |         |         |         |         |            |         | 9      |
| Cristiano Malgioglio |         |         |         |         |         |         |         |            |         | 9      |
| Giuseppe Giofrè      |         |         |         |         |         |         |         |            |         | 9      |

## Ospiti
| Puntata    | Messa in onda  | Ospiti | Comici                                                |
| ---------- | -------------- | --- | ----------------------------------------------------- |
| 1          | 23 marzo 2024  | Giusy Buscemi | Giobbe Covatta, Enzo Iacchetti, La Signora Coriandoli |
| 2          | 30 marzo 2024  | Ermal Meta | Barbara Foria                                         |
| 3          | 6 aprile 2024  | Annalisa, Tananai | Barbara Foria                                         |
| 4          | 13 aprile 2024 | Gaia | Vincenzo De Lucia                                     |
| 5          | 20 aprile 2024 | Enrico Nigiotti | Barbara Foria                                         |
| 6          | 27 aprile 2024 | Can Yaman, Geolier, Rocco Hunt | Francesco Cicchella                                   |
| 7          | 4 maggio 2024  | Emma | Enrico Brignano                                       |
| Semifinale | 12 maggio 2024 | Articolo 31, Irama | Geppi Cucciari                                        |
| Finale     | 18 maggio 2024 | Mattia Zenzola, Angelina Mango, Federica Gentile, Filippo Ferraro, Marco Montrone, Manola Moslehi, Adriana Petro, Barbara Rossetti, Daniele Tognacca | –                                                     |

## Commissione della critica
Nella finale è presente fisicamente in studio, una commissione composta dai giornalisti di alcune testate quotidiane, agenzie di stampa e siti web, che assegna (tramite voto singolare) la propria preferenza a uno dei concorrenti finalisti. Il concorrente con più preferenze ottiene il Premio della Critica TIM. Tale commissione è così composta ed esprime in questo modo la propria preferenza:
Legenda:

 Il concorrente ottiene la preferenza dal membro della commissione della critica.

     Il concorrente vince il premio della critica del valore di € 50 000
| Preferenza Commissione della Critica | Preferenza Commissione della Critica      | Preferenza Commissione della Critica | Preferenza Commissione della Critica | Preferenza Commissione della Critica | Preferenza Commissione della Critica | Preferenza Commissione della Critica | Preferenza Commissione della Critica |
| Giornalista                          | Quotidiano / Agenzia di stampa / Sito web | Finalisti                            | Finalisti                            | Finalisti                            | Finalisti                            | Finalisti                            | Finalisti                            |
| Giornalista                          | Quotidiano / Agenzia di stampa / Sito web | DUSTIN                               | HOLDEN                               | MARISOL                              | MIDA                                 | PETIT                                | SARAH                                |
| ------------------------------------ | ----------------------------------------- | ------------------------------------ | ------------------------------------ | ------------------------------------ | ------------------------------------ | ------------------------------------ | ------------------------------------ |
| Carmen Guadalaxara                   | Il Tempo                                  |                                      |                                      |                                      |                                      |                                      |                                      |
| Federico Vacalebre                   | Il Mattino                                |                                      |                                      |                                      |                                      |                                      |                                      |
| Loredana Errico                      | AdnKronos                                 |                                      |                                      |                                      |                                      |                                      |                                      |
| Claudia Fascia                       | Ansa                                      |                                      |                                      |                                      |                                      |                                      |                                      |
| Mattia Marzi                         | Il Messaggero                             |                                      |                                      |                                      |                                      |                                      |                                      |
| Paolo Giordano                       | Il Giornale                               |                                      |                                      |                                      |                                      |                                      |                                      |
| Luca Dondoni                         | La Stampa                                 |                                      |                                      |                                      |                                      |                                      |                                      |
| Andrea Laffranchi                    | Corriere della Sera                       |                                      |                                      |                                      |                                      |                                      |                                      |
| Renato Tortarolo                     | Il Secolo XIX                             |                                      |                                      |                                      |                                      |                                      |                                      |
| Andrea Tuttoilmondo                  | LaPresse                                  |                                      |                                      |                                      |                                      |                                      |                                      |
| Alessandra Velluto                   | Askanews                                  |                                      |                                      |                                      |                                      |                                      |                                      |
| Daniele Priori                       | Libero                                    |                                      |                                      |                                      |                                      |                                      |                                      |
| Marco Mangiarotti                    | QN                                        |                                      |                                      |                                      |                                      |                                      |                                      |
| Luca Trambusti                       | Rockol.it                                 |                                      |                                      |                                      |                                      |                                      |                                      |
| Massimo Galanto                      | TVBlog.it                                 |                                      |                                      |                                      |                                      |                                      |                                      |
| Davide Maggio                        | DavideMaggio.it                           |                                      |                                      |                                      |                                      |                                      |                                      |
| Andrea Conti                         | IlFattoQuotidiano.it                      |                                      |                                      |                                      |                                      |                                      |                                      |
| Tommaso Toma                         | Billboard.it                              |                                      |                                      |                                      |                                      |                                      |                                      |
| Gabriele Fazio                       | Open.online                               |                                      |                                      |                                      |                                      |                                      |                                      |
| Francesco Raiola                     | Fanpage.it                                |                                      |                                      |                                      |                                      |                                      |                                      |
| Domenico Catagnano                   | Tgcom24.it                                |                                      |                                      |                                      |                                      |                                      |                                      |
| Mario Manca                          | VanityFair.it                             |                                      |                                      |                                      |                                      |                                      |                                      |
| Cinzia Marongiu                      | Tiscali.it                                |                                      |                                      |                                      |                                      |                                      |                                      |
| Lorenza Ferraro                      | AllMusicItalia.it                         |                                      |                                      |                                      |                                      |                                      |                                      |
| Giulia Bertollini                    | SuperGuidaTV.it                           |                                      |                                      |                                      |                                      |                                      |                                      |
| Totale preferenze ottenute           | Totale preferenze ottenute                | 2                                    | 8                                    | 9                                    | 1                                    | 2                                    | 3                                    |
| Vincitore Premio della Critica TIM   | Vincitore Premio della Critica TIM        | MARISOL                              | MARISOL                              | MARISOL                              | MARISOL                              | MARISOL                              | MARISOL                              |

## Ascolti

### Serale
| Puntata          | Messa in onda  | Telespettatori | Share  | Fonte  |
| ---------------- | -------------- | -------------- | ------ | ------ |
| 1                | 23 marzo 2024  | 4 068 000      | 26,68% | [ 7 ]  |
| 2                | 30 marzo 2024  | 3 736 000      | 27,32% | [ 8 ]  |
| 3                | 6 aprile 2024  | 3 781 000      | 25,00% | [ 9 ]  |
| 4                | 13 aprile 2024 | 3 639 000      | 25,17% | [ 10 ] |
| 5                | 20 aprile 2024 | 3 843 000      | 25,66% | [ 11 ] |
| 6                | 27 aprile 2024 | 3 866 000      | 26,22% | [ 12 ] |
| 7                | 4 maggio 2024  | 3 697 000      | 25,40% | [ 13 ] |
| Semifinale       | 12 maggio 2024 | 3 571 000      | 24,79% | [ 14 ] |
| Finale           | 18 maggio 2024 | 4 484 000      | 31,81% | [ 15 ] |
| Media            | Media          | 3 821 000      | 26,45% |        |
| Speciale Amici   | 22 marzo 2024  | 1 796 000      | 19,13% | [ 16 ] |
| L'album di Amici | 25 maggio 2024 | 2 013 000      | 15,37% | [ 17 ] |

- Nota 1: La première, seguita da 3 768 000 telespettatori, risulta essere la meno vista della storia del serale di Amici. Prima di allora il record lo deteneva la diciannovesima edizione, la cui première aveva raccolto 3 778 000 telespettatori.
- Nota 2: L'edizione, con una media di 3 815 000 telespettatori, in termini tali, risulta essere la meno vista della storia del serale di Amici di Maria De Filippi. Prima di allora il record lo deteneva la diciassettesima edizione, che aveva totalizzato una media di 4 009 000 telespettatori.
- Nota 3: La puntata denominata Speciale Amici è andata in onda nel day-time, e precisamente nella fascia oraria 14:45-16:10, in sostituzione di Uomini e donne.

### Day-time settimanale
In questa tabella sono indicati i risultati, in termini di ascolto, della striscia quotidiana andata in onda dal lunedì al venerdì su Canale 5 nella fascia oraria 16:10-16:40.
- Nota 1: Vengono considerati i day-time dal 18 marzo al 17 maggio 2024.
- Nota 2: La media degli ascolti in termini di telespettatori e share, viene calcolata su un numero totale di 8 settimane (anziché 9), a seguito della mancata rivelazione dei dati auditel relativi alla sesta settimana.

|                | Lunedì             | Lunedì             | Lunedì             | Martedì                     | Martedì                     | Martedì                     | Mercoledì                   | Mercoledì                   | Mercoledì                   | Giovedì            | Giovedì            | Giovedì            | Venerdì                     | Venerdì                     | Venerdì                     | Media settimanale     | Media settimanale     |
| Telespettatori | Share              | Fonte              | Telespettatori     | Share                       | Fonte                       | Telespettatori              | Share                       | Fonte                       | Telespettatori              | Share              | Fonte              | Telespettatori     | Share                       | Fonte                       | Telespettatori              | Share                 |                       |
| -------------- | ------------------ | ------------------ | ------------------ | --------------------------- | --------------------------- | --------------------------- | --------------------------- | --------------------------- | --------------------------- | ------------------ | ------------------ | ------------------ | --------------------------- | --------------------------- | --------------------------- | --------------------- | --------------------- |
| Settimana 1    | 1 540 000          | 17,44%             | [ 18 ]             | 1 539 000                   | 18,50%                      | [ 19 ]                      | 1 527 000                   | 18,40%                      | [ 20 ]                      | 1 524 000          | 19,33%             | [ 21 ]             | 1 371 000                   | 16,80%                      | [ 16 ]                      | 1 500 000             | 18,09%                |
| Settimana 2    | 1 680 000          | 20,40%             | [ 22 ]             | 1 786 000                   | 19,20%                      | [ 23 ]                      | 1 581 000                   | 17,60%                      | [ 24 ]                      | 1 680 000          | 18,00%             | [ 25 ]             | 1 591 000                   | 18,52%                      | [ 26 ]                      | 1 664 000             | 18,74%                |
| Settimana 3    | Non andato in onda | Non andato in onda | Non andato in onda | 1 642 000                   | 19,60%                      | [ 27 ]                      | 1 459 000                   | 17,40%                      | [ 28 ]                      | 1 595 000          | 20,00%             | [ 29 ]             | 1 603 000                   | 16,60%                      | [ 30 ]                      | 1 574 000             | 18,44%                |
| Settimana 4    | 1 811 000          | 22,30%             | [ 31 ]             | 1 691 000                   | 20,40%                      | [ 32 ]                      | 1 669 000                   | 18,83%                      | [ 33 ]                      | 1 651 000          | 20,30%             | [ 34 ]             | 1 618 000                   | 20,10%                      | [ 35 ]                      | 1 688 000             | 20,38%                |
| Settimana 5    | 1 554 000          | 19,20%             | [ 36 ]             | 1 527 000                   | 17,60%                      | [ 37 ]                      | 1 662 000                   | 19,60%                      | [ 38 ]                      | 1 616 000          | 18,50%             | [ 39 ]             | 1 520 000                   | 18,50%                      | [ 40 ]                      | 1 576 000             | 18,68%                |
| Settimana 6    | 1 617 000          | 17,70%             | [ 41 ]             | Dati Auditel non rilevabili | Dati Auditel non rilevabili | Dati Auditel non rilevabili | Dati Auditel non rilevabili | Dati Auditel non rilevabili | Dati Auditel non rilevabili | Non andato in onda | Non andato in onda | Non andato in onda | Dati Auditel non rilevabili | Dati Auditel non rilevabili | Dati Auditel non rilevabili | Media non calcolabile | Media non calcolabile |
| Settimana 7    | 1 520 000          | 19,00%             | [ 42 ]             | 1 742 000                   | 21,20%                      | [ 43 ]                      | Non andato in onda          | Non andato in onda          | Non andato in onda          | 1 583 000          | 18,00%             | [ 44 ]             | 1 569 000                   | 18,10%                      | [ 45 ]                      | 1 603 000             | 19,07%                |
| Settimana 8    | 1 680 000          | 19,80%             | [ 46 ]             | 1 502 000                   | 17,90%                      | [ 47 ]                      | 1 587 000                   | 19,50%                      | [ 48 ]                      | 1 739 000          | 21,30%             | [ 49 ]             | 1 639 000                   | 20,60%                      | [ 50 ]                      | 1 629 000             | 19,82%                |
| Settimana 9    | 1 761 000          | 23,30%             | [ 51 ]             | 1 661 000                   | 19,90%                      | [ 52 ]                      | 1 611 000                   | 18,40%                      | [ 53 ]                      | 1 852 000          | 20,80%             | [ 54 ]             | 1 531 000                   | 19,10%                      | [ 55 ]                      | 1 683 000             | 20,30%                |
| Media          | Media              | Media              | Media              | Media                       | Media                       | Media                       | Media                       | Media                       | Media                       | Media              | Media              | Media              | Media                       | Media                       | Media                       | 1 614 000             | 19,19%                |